# Nintendo
Nintendo Company, Ltd. (任天堂株式会社 Nintendō Kabushiki-gaisha?) es una empresa japonesa de entretenimiento dedicada a la investigación, desarrollo y distribución de software y hardware de videojuegos, y juegos de cartas, con sede en Kioto, Japón. Su origen se remonta a 1889, cuando comenzó a operar como Nintendo Koppai tras ser fundada por el artesano Fusajirō Yamauchi con el objetivo de producir y comercializar naipes hanafuda. Tras incursionar en varias líneas de negocio durante la década de 1960 y adquirir una personalidad jurídica de empresa de capital abierto bajo la denominación actual, en 1977 distribuyó su primera videoconsola en Japón, la Color TV Game 15.
Sus productos incluyen algunas de las consolas y títulos más influyentes y exitosos en la industria de los videojuegos, como la Nintendo Entertainment System, la Super Nintendo Entertainment System, la Wii y la Game Boy; así como los juegos Donkey Kong (1981), Super Mario Bros. (1985), The Legend of Zelda (1986), Metroid (1986), Fire Emblem (1990), Star Fox (1993) y Pokémon Red y Blue (1996), que dieron origen a sus correspondientes franquicias.
Nintendo cuenta con varias filiales en múltiples ubicaciones tanto en Japón como en el extranjero, en las cuales delega la responsabilidad de producir y distribuir sus productos, además de socios comerciales como The Pokémon Company y Warpstar, Inc.. Tanto la organización como su personal han recibido varios premios por sus logros, entre los cuales se incluyen reconocimientos Emmy de tecnología e ingeniería, Game Developers Choice Awards y galardones BAFTA de videojuegos, entre otros. Asimismo, es una de las empresas japonesas con mayor riqueza y valor en el mercado, además de poseer una de las políticas de responsabilidad social con «mejor reputación» en el mundo.

## Historia

### 1889-1929: Antecedentes
Los antecedentes de Nintendo se remontan al 23 de septiembre de 1889 cuando el artesano Fusajirō Yamauchi fundó la empresa Nintendo Koppai —en caracteres chinos: 任天堂骨牌— en Kioto, Japón, con el objetivo de producir y comercializar naipes Hanafuda, cuya principal característica es que incorporan ilustraciones en vez de números. Este rasgo le permitió a Yamauchi comercializar sus cartas pese a que las autoridades de Japón tenían prohibidos los juegos de apuestas desde 1633. Para su fabricación usaba la corteza de moreras, que él mismo pintaba a mano. La demanda del producto finalmente se incrementó y Yamauchi debió contratar asistentes para producir en serie. Aunque el término «Koppai» está asociado con «cartas», existe imprecisión en la etimología de «Nintendo» —「運を天に任せる」—. Por lo general se considera que es una palabra compuesta cuyo significado es «deja la suerte al cielo» o «deja la fortuna en manos del destino» —en alusión a la prohibición de los juegos de azar en Japón—, aunque existe la hipótesis de que los sinogramas kanjis podrían referirse también al «juego de azar».
La oferta inicial de Nintendo Koppai se vio completada con otras barajas como la dedicada al Hyakunin Isshu; las Daitoryo —«presidente»— que eran las más populares en Kioto y otras de estilo occidental, las primeras de ese tipo en Japón. A pesar de un comienzo favorable, la compañía atravesó ciertas dificultades financieras debido a que el proceso de fabricación de las cartas era lento y costoso, mientras que los precios fijados por Yamauchi eran elevados. Otros factores de riesgo eran el limitado nicho de mercado al que pertenecía la empresa, y la amplia durabilidad de las cartas, un aspecto que impactaba en las ventas debido a la escasa tasa de reposición del producto. A manera de solución, el empresario redujo los precios, comenzó a producir cartas de menor calidad a las cuales denominó Tengu y buscó ofrecer sus productos en otras ciudades como Osaka, donde se movían cantidades considerables de dinero en partidas de cartas donde se apostaban sumas que podían llegar a ser muy elevadas, además de que los empresarios locales del giro podían estar interesados en una renovación casi continua de sus barajas, evitando así las suspicacias que generaba reutilizar cartas. Según datos de la propia compañía, su primera baraja occidental fue puesta en el mercado en 1902, aunque otros documentos retrasan la fecha hasta 1907, poco después de la guerra entre Japón y Rusia. Este contexto bélico generó notables dificultades a las empresas de la época, en especial a las del sector del ocio que estuvieron sujetas a nuevos gravámenes como la tasa Karuta Zei. Pese a lo anterior, la compañía subsistió y, en 1907, estableció un acuerdo con Nihon Senbai —más tarde titulada Japan Tobacco & Salt Corporation— para comercializar sus cartas en varios locales de cigarrillos a lo largo del país.
La cultura japonesa estipulaba que, para que Nintendo Koppai continuara como una empresa familiar tras la jubilación de Yamauchi, este debía adoptar a su yerno como hijo propio para que pudiera hacerse cargo del negocio. Como resultado, Sekiryo Kaneda adoptó el apellido «Yamauchi» en 1907 y, un par de décadas después, en 1929, se convirtió en el segundo presidente de Nintendo Koppai. Para entonces, era «la compañía más grande de juegos de cartas» en Japón.

### 1929-1968: Expansión y diversificación
En 1933, Sekiryo constituyó la empresa como una sociedad colectiva bajo el nombre de Yamauchi Nintendo Co, Ltd. e invirtió en la construcción de una nueva sede corporativa ubicada al lado del edificio original, cerca de la estación de tren Toba-kaidō. Su matrimonio con la hija de Yamauchi tampoco dio lugar a ningún hijo varón, por lo que tenía pensado adoptar a Shikanojo Inaba, un artista que colaboraba en la producción de las cartas y que estaba casado con su hija Kimi, con quien tuvo un hijo llamado Hiroshi, nacido en 1927. Sin embargo, Inaba abandonó a su familia y la empresa, por lo que Hiroshi se habría de convertir en el sucesor de Sekiryo tras su jubilación.
El periodo de la Segunda Guerra Mundial resultó especialmente negativo para la compañía ya que las autoridades japonesas volvieron a prohibir la difusión de juegos de cartas extranjeros, mientras que la sociedad nipona redujo su interés en este tipo de actividades lúdicas para darle prioridad a otras necesidades. Aun así, logró salir adelante, en parte apoyada por la inyección económica que supuso la boda del joven Hiroshi con Michiko Inaba, que provenía de una familia adinerada. En 1947 Sekiryo fundó Marufuku Co. Ltd., con la finalidad de producir en cadena las cartas y distribuir juegos de cartas con estilo occidental, tales como el pinochle y el póker. Un par de años después se cambió la razón social por Marufuku Karuta Hanbai Co., Ltd.
En 1950, debido al deterioro en la salud de Sekiryo, Hiroshi asumió la presidencia de Nintendo Company. Sus primeras acciones implicaron varios cambios importantes en la operación de la compañía: en 1951 cambió la razón social por Nintendo Playing Card Co. Ltd., —mientras que Marufuku Company adoptó la denominación Nintendo Karuta Company, Ltd.— y, al año siguiente, centralizó la producción de cartas en las fábricas de Kioto, lo que le llevó a expandir las oficinas. Asimismo, su nueva línea de cartas de plástico gozó de un considerable éxito en el país. Acostumbrados a una dirección más cautelosa y conservadora, una parte de los empleados de la empresa vio con preocupación las nuevas medidas y la situación de tensión entre ambas partes derivó en una convocatoria de huelga. No obstante, la medida no tuvo mayor impacto debido a que Hiroshi recurrió al despido de varios trabajadores inconformes.
En 1959 Nintendo concretó un acuerdo con Walt Disney para incorporar sus personajes animados en las cartas, lo cual representó un hito en la industria nipona. Asimismo, desarrolló un sistema de distribución que le permitió ofrecer sus productos en jugueterías. En 1961 la empresa vendió más de 1.5 millones de cartas y tenía una elevada cuota de mercado, para lo cual se apoyó en campañas publicitarias para televisión. La necesidad de diversificación llevó a la empresa a cotizar en la segunda sección de las bolsas de valores de Osaka y Kioto a partir de 1962 —en 1964 obtuvo ingresos por 150 millones JPY—, además de volverse empresa de capital abierto y cambiar su razón social a Nintendo Company, Ltd., en octubre de 1963. Aunque la compañía vivía un momento de prosperidad y bonanza económica, las cartas Disney y productos derivados la hacían muy dependiente del mercado infantil. Esta situación se agravó debido a que las ventas de Hanafuda, más enfocadas hacia un público adulto habían caído notablemente porque la sociedad japonesa prefería otros pasatiempos como el pachinko, los bolos o las salidas nocturnas. Por ello, cuando las ventas de barajas Disney empezaron a mostrar signos de agotamiento, Nintendo se dio cuenta de que no tenía alternativas reales con las cuales palíar esa situación. Ni eventos como los Juegos Olímpicos de Tokio y sus productos asociados lograron recuperar las ventas, y en 1964 el precio de mercado de la compañía decreció a 60 JPY, el nivel más bajo en toda su historia.
Entre 1963 y 1968 Yamauchi invirtió en varias líneas de negocio para Nintendo apartadas de su mercado tradicional y que, mayormente, resultaron fallidas. Entre estos intentos se encuentran paquetes de arroz instantáneo, sucursales de hoteles del amor y un servicio de taxis denominado Daiya. Si bien este último esfuerzo tuvo una mejor recepción que los anteriores, Yamauchi desestimó esta iniciativa tras una serie de desencuentros con los sindicatos locales.

### 1969-1978: Juguetes electrónicos y primeros videojuegos
Las experiencias obtenidas con las anteriores iniciativas llevaron a Yamauchi a incrementar la inversión de Nintendo en un departamento de investigación y desarrollo que dejó a cargo de Hiroshi Imanishi, un empleado con una extensa trayectoria en otras áreas de la organización. Finalmente Gunpei Yokoi se sumó al equipo en 1969 como responsable de la coordinación de los distintos proyectos de ese departamento. La experiencia de Yokoi en la manufactura de dispositivos electrónicos llevó a Yamauchi a dejarlo a cargo del departamento de juegos de la compañía, mediante el cual habrían de producirse en serie sus invenciones. En ese período se llevó a cabo la construcción de una nueva planta de producción en Uji City, a las afueras de Kioto, y la empresa distribuyó juegos de mesa clásicos como el ajedrez shōgi, el tablero go y el mahjong, así como otros extranjeros bajo la marca Nippon Game. La reestructuración de la compañía preservó un par de áreas dedicadas a la manufactura de cartas japonesas.
El comienzo de la década de 1970 representó un momento decisivo en la historia de Nintendo debido a que puso a la venta el primer juguete electrónico en Japón: la pistola optoelectrónica Nintendo Beam Gun, diseñada por Masayuki Uemura. En total se vendieron más de un millón de unidades a principios de los años 1970. Igualmente, en ese período la empresa comenzó a cotizar en la sección principal de la bolsa de Osaka e inauguró sus nuevas oficinas centrales. Algunos otros juguetes característicos de esta época fueron la Ultra Hand, la Ultra Machine, la Ultra Scope y el Love Tester, todos ellos diseñados por Yokoi. Hasta 1970 se habían vendido más de 1.2 millones de unidades del primero de estos.
La creciente demanda de los productos de Nintendo llevó a Yamauchi a expandir nuevamente las oficinas, para lo cual adquirió el terreno circundante y destinó la producción de cartas al edificio original, una línea de negocios que mantuvo pese al declive en sus ventas. Mientras tanto, Yokoi, Uemura y nuevos empleados como Genyo Takeda continuaron desarrollando productos innovadores para la compañía, como fue el caso del sistema de disparo de luz Laser Clay Shooting System —en japonés: レーザークレー射撃システム—, cuya popularidad en 1973 superó en Japón a los bolos, que había sido el principal pasatiempo nipón desde los años 1960; y Wild Gunman, un simulador arcade de tiro al plato integrado por un proyector de imagen de 16 mm con un sensor que detecta el haz de luz de la pistola del jugador. Ambos productos se exportaron exitosamente a Europa y América. Pese a lo anterior, los procesos productivos de Nintendo todavía eran lentos en comparación con los de otras compañías como Bandai, y sus precios resultaban elevados, lo cual le llevó a descontinuar algunos productos como Custom, una pistola de luz con mayor rango de alcance que las originales. Estos proyectos eran desarrollados por la filial Nintendo Leisure System Co., Ltd., hasta su clausura en 1973, una decisión motivada en parte por el impacto económico de la crisis del petróleo de ese año.
Motivado por el éxito de compañías como Atari y Magnavox con sus sistemas de videojuegos, Yamauchi adquirió los derechos de distribución del sistema Magnavox Odyssey para su difusión en Japón, y llegó a un acuerdo con Mitsubishi Electric para desarrollar otros productos similares entre 1975 y 1978, como el primer microprocesador para los sistemas de videojuegos; las consolas TV Game 15 y TV Game 6, de la serie Color TV-Game —en japonés: カラー テレビゲーム—; y un juego arcade inspirado en Otelo. De forma similar, Takeda diseñó el videojuego EVR Race. Cabe señalarse que en este período se integró Shigeru Miyamoto al equipo de Yokoi, con la responsabilidad de diseñar la carcasa de las Color TV-Games. En 1978 el departamento de investigación y desarrollo se separó en dos áreas que habrían de consolidarse como el Nintendo Research & Development 1 y el Nintendo Research & Development 2, con Yokoi y Uemura como respectivos responsables.

### 1979-1989: Eraarcadey de plataformas, NES y Game Boy
El año de 1979 supuso un par de acontecimientos clave en la historia de la compañía: por un lado, se inauguró la filial Nintendo of America en Nueva York, y por el otro se creó un nuevo departamento centrado en el desarrollo de productos arcade. Al año siguiente tuvo su estreno el primer sistema portátil de videojuegos, desarrollado por Yokoi a partir de la tecnología empleada en las calculadoras portátiles —que en ese entonces eran sobreproducidas en Japón—, y que pasó a denominarse Game & Watch —en japonés: ゲーム&ウオッチ—. Se convirtió en uno de los productos más exitosos de Nintendo al venderse más de 43 millones de unidades en todo el mundo durante su período de producción, que se extendió hasta comienzos de los años 1990 y para el cual se crearon sesenta videojuegos en total.
El auge de los juegos arcade se acrecentó en 1981 tras el estreno de Donkey Kong, desarrollado por Miyamoto y uno de los primeros videojuegos de plataformas que permitió que el personaje jugador pudiera saltar, en este caso Jumpman —que posteriormente habría de convertirse en Mario y mascota oficial de la compañía; fue nombrado así por la similitud de que guardaba con Mario Segale, arrendador de las oficinas de Nintendo ubicadas en Tukwila, Washington en aquel momento—. Tras inaugurarse una nueva planta de producción en Uji y cotizar en la primera sección de la bolsa de Tokio en 1983, Uemura se hizo cargo del diseño de una nueva consola de juegos en formato de cartuchos y al cual incorporó tanto una unidad central de procesamiento como una de procesamiento físico, tomando como inspiración el ColecoVision. Finalmente dicho sistema, la Family Computer —o Famicom; en japonés: ファミリーコンピュータ— se lanzó al mercado nipón en julio de 1983 junto con tres juegos adaptados de sus versiones originales para arcade: Donkey Kong, Donkey Kong Jr. y Popeye. Su éxito fue tal que en 1984 ya superaba en cuota de mercado al SG-1000 de Sega. Cabe señalar que Nintendo adoptó una serie de lineamientos que supusieron, por ejemplo, la validación de cada juego producido para la NES antes de su distribución en el mercado; el establecimiento de acuerdos con otras desarrolladoras para garantizar que ningún juego de NES fuese adaptado a otras consolas en un período de dos años desde su estreno; o la restricción que impedía que una desarrolladora pudiera producir más de cinco juegos al año para la NES.
A comienzos de la década de 1980 proliferaron varias consolas en Estados Unidos, así como videojuegos de baja calidad producidos por desarrolladores terceros, lo cual sobresaturó el mercado y derivó en la crisis del videojuego de 1983. Como consecuencia de lo anterior, hubo una recesión primordialmente en el mercado estadounidense de videojuegos —cuyos ingresos pasaron de más de tres mil millones USD a 100 millones USD entre 1983 y 1985—, e impactó también a Nintendo y su iniciativa de lanzar la Famicom en el continente americano. A manera de estrategia que le permitiera diferenciarse de sus competidores en América, la compañía optó por rediseñar la Famicom como un «sistema de entretenimiento» compatible con «Game Paks» —expresión para referirse a los cartuchos—, y con un diseño reminiscente de una videograbadora. El producto resultante fue la Nintendo Entertainment System, o NES, que hizo su primera aparición en EE. UU. en 1985. Algunos de los primeros juegos disponibles para esta consola fueron Excitebike, Super Mario Bros., Metroid, The Legend of Zelda y Punch-Out!!. Cabe resaltar que la producción de Super Mario Bros. y The Legend of Zelda se realizó de forma simultánea y estuvo a cargo de Miyamoto y Takashi Tezuka. La labor del compositor musical Kōji Kondō también resultó determinante en ambos títulos, dado que reforzó la idea de que los temas musicales deben actuar como complemento de la mecánica de juego, y no solamente como un elemento adicional. En cuanto a la consola, su producción se prolongó hasta 1995 en el continente americano y 2003 en Japón. En total se vendieron alrededor de 62 millones de consolas NES en todo el mundo. Para evitar la piratería de sus videojuegos, en ese período Nintendo creó Official Nintendo Seal of Quality, un sello que se añadía a los productos de la marca para que el cliente reconociera su autenticidad en el mercado. Cabe señalarse que para entonces la red de proveedores de electrónica de Nintendo se había extendido a un total de treinta empresas, entre las cuales estaban Ricoh —la empresa nipona era su principal cliente de semiconductores— y Sharp.
Mientras tanto, en 1988 el departamento Nintendo R&D1 —encabezado por Yokoi— concibió la portátil Game Boy —en japonés: ゲームボーイ— a partir de los sistemas Game & Watch, y se trató de la primera de su tipo compatible con cartuchos de juego intercambiables. Su estreno ocurrió al año siguiente y para su distribución en América se hizo acompañar del juego Tetris tras llegar a un acuerdo con Atari Games. El sistema tuvo un éxito notable: en sus primeras dos semanas de venta en Japón, se agotó el inventario inicial de 300 000 unidades, mientras que en EE. UU. se vendieron 40 000 consolas adicionales en su primer día de exhibición. Cabe destacar que, ese año, Nintendo concretó un acuerdo con Sony para desarrollar el SNES-CD, un periférico para la Super Nintendo capaz de reproducir CD-ROM. Sin embargo, la colaboración no prosperó debido a que Yamauchi prefirió continuar desarrollando dicha tecnología con Philips —que habría de resultar en el CD-i—, y los esfuerzos de Sony resultaron en la producción de la consola PlayStation, «una formidable rival para Nintendo en la industria».
En 1988 también se publicó la primera edición de la revista Nintendo Power, que tuvo un tiraje anual de 1.5 millones de ejemplares en Estados Unidos. A mediados del año siguiente, Nintendo realizó por primera vez la exposición Nintendo Space World bajo el nombre Shoshinkai (初心会?), con el propósito de llevar a cabo anuncios sobre sus próximos productos, y, más tarde, se abrieron las primeras tiendas World of Nintendo en Estados Unidos, con mercancía oficial de la empresa. Se estima que los ingresos de Nintendo en 1989 ascendieron a 2700 millones USD, gracias a la comercialización de más de 250 productos —de acuerdo con información de la compañía, ese año más del 25 % de las viviendas estadounidenses contaba con una NES—.

### 1990-1998: Generación de los 16 y 64 bits, y Game Boy Color
Ante la aparición de otros sistemas de juego diseñados con una arquitectura de 16 bits, tales como la PC Engine de NEC Home Electronics y la Sega Genesis de Sega, que les permitía contar con gráficos y un sistema de audio mejorado en comparación con la NES, Uemuera diseñó la Super Family Computer —en japonés: スーパーファミコン; Super Famicom—, cuyo lanzamiento ocurrió a finales de 1990. El primer lote de 300 000 consolas se agotó en cuestión de horas. Al año siguiente, como ocurriera con la NES, Nintendo distribuyó una versión modificada de la Super Famicom para el mercado estadounidense, que llevó por título Super Nintendo Entertainment System —SNES, o Super Nintendo—. Algunos juegos iniciales disponibles para esta consola fueron Super Mario World, F-Zero, Pilotwings, SimCity y Gradius III. Hasta mediados de 1992 se habían vendido más de 46 millones de consolas Super Famicom/SNES, cuyo ciclo de vida se prolongó hasta 1999 en Estados Unidos, y 2003 en Japón.
Mientras tanto, en marzo de 1990 se llevó a cabo la primera edición del Nintendo World Championship que contó con participantes de treinta ciudades estadounidenses con tal de obtener la distinción del «mejor jugador de Nintendo». Unos meses después, en junio, se inauguraron las oficinas de la subsidiaria Nintendo of Europe, en Großostheim, Alemania y, tres años después, ocurrió lo mismo con las filiales de Países Bajos —donde Bandai estaba a cargo de distribuir los productos de la compañía—, Francia, Reino Unido, España, Bélgica y Australia. Ese mismo año, en 1993, se distribuyó Starwing, que marcó un hito en la industria al ser el primero en hacer uso del nuevo chip Super FX. Cabe señalar que en 1992 la empresa nipona adquirió la mayoría de las acciones del equipo de béisbol Seattle Mariners con la intención de evitar su quiebra y traslado a otra ciudad; su participación en el equipo cesó en 2016, cuando Nintendo vendió sus acciones.
La proliferación de juegos con violencia gráfica, como Mortal Kombat, causó controversia y derivó en la creación de la Interactive Digital Software Association y del sistema de clasificación de contenido de videojuegos ESRB, en cuyo desarrollo colaboró Nintendo durante 1994. Estas medidas propiciaron también que Nintendo abandonara sus lineamientos comerciales que venía requiriendo desde el estreno de la NES. En cuanto a estrategias comerciales, la empresa implementó el servicio de entretenimiento en vuelo Nintendo Gateway, que también estuvo disponible para cruceros y hoteles; y la línea Play It Loud! consistente en consolas Game Boy con carcasas de distintos colores. Otras innovaciones tecnológicas provinieron de los gráficos Advanced Computer Modelling usados por primera vez por el juego Donkey Kong Country tanto para la SNES como para Game Boy; y del satmódem Satellaview para la Super Famicom que permitió la transmisión digital de datos por medio de un satélite de comunicaciones.
A mediados de 1993 Nintendo y Silicon Graphics anunciaron una alianza estratégica para desarrollar la Nintendo 64 —en japonés: ニンテンドウ64; o N64—, en cuya tecnología también contribuyeron otras empresas como NEC, Toshiba y Sharp. De manera comercial, se le consideró como una de las primeras consolas diseñadas con arquitectura de 64 bits. Como parte de un acuerdo con Midway Games, se acordó la adaptación de un par de juegos arcade de Nintendo a dicha consola: Killer Instinct y Cruis'n USA. Si bien se tenía contemplado estrenar la N64 en 1995, el itinerario de producción de los juegos para la consola influyó en su retraso, y finalmente se estrenó en junio y septiembre de 1996 en Japón y los Estados Unidos, respectivamente, y en marzo de 1997 en Europa. Hasta el cese de su producción en 2002, se vendieron alrededor de 33 millones de consolas en todo el mundo, y suele ser catalogado como uno de los sistemas de videojuegos más reconocidos en la historia. En total se produjeron 388 juegos, de los cuales algunos han sido distinguidos como «los mejores de todos los tiempos», tales como Super Mario 64, The Legend of Zelda: Ocarina of Time y GoldenEye 007.
En 1995 empezó a distribuirse la nueva consola diseñada por Yokoi, Virtual Boy —en japonés: バーチャルボーイ—, con tecnología de realidad virtual y gráficos estereoscópicos. Sin embargo, la recepción fue desfavorable debido a la baja calidad de sus juegos y Nintendo la descontinuó ese mismo año debido a sus bajas ventas. Dados los resultados de su más reciente proyecto, Yokoi se retiró formalmente de la empresa. Por otro lado, a finales de 1996 se puso a la venta Pokémon Red and Blue, un juego diseñado por Satoshi Tajiri y producido por Game Freak para la portátil Game Boy, que supuso el origen de la popular franquicia de Pokémon. Como parte de las innovaciones para la N64, Nintendo distribuyó el Rumble Pak, un complemento que se conecta con el mando de la consola y produce una vibración en ciertos momentos de un juego.
En 1998 salió al mercado la portátil Game Boy Color —en japonés: ゲームボーイカラー—, que tenía una capacidad similar a la NES lo cual se tradujo en ciertas adaptaciones de dicha consola para esta, como Super Mario Bros., además de permitir la retrocompatibilidad con los juegos de la Game Boy. Desde entonces se han vendido más de 118.6 millones de consolas Game Boy y Game Boy Color en el mundo.

### 1999-2005: GameCube e innovaciones portátiles
Con el advenimiento de la PlayStation 2, en mayo de 1999 Nintendo dio a conocer un acuerdo con IBM y Matsushita para desarrollar el procesador Gekko de 128 bits así como la unidad lectora de DVD que habrían de emplearse en la siguiente consola de sobremesa de la compañía nipona. Mientras tanto, una serie de cambios administrativos ocurrieron en el año 2000, cuando las oficinas corporativas de Japón fueron trasladadas al barrio de Minami-ku, en Kioto; y surgió Nintendo Benelux, a cargo de los territorios neerlandés y belga.
El año siguiente, 2001, se vio marcado por la introducción de dos nuevas consolas al repertorio de Nintendo: por un lado, la portátil Game Boy Advance —en japonés: ゲームボーイアドバンス; GBA—, cuyo diseño a cargo del francés Gwénaël Nicolas se apartó del estilo característico de sus predecesoras; y el sistema de sobremesa Nintendo GameCube —en japonés: ニンテンドー ゲームキューブ; NGC—. Durante la primera semana de lanzamiento de la portátil, en junio de ese año, se vendieron 500 000 unidades, lo que la convirtió en la consola con más rápidas ventas en Estados Unidos de ese período. Hasta 2010, cuando se dejó de producir, se habían vendido más de 81.5 millones de GBA en todo el mundo. En cuanto a la GameCube, algunos de sus rasgos distintivos son el formato miniDVD de los juegos —entre los que se incluyen Luigi's Mansion y Super Smash Bros. Melee— y la conexión a Internet para una limitada cantidad de juegos. Pese a lo anterior, sus ventas resultaron inferiores a las de sus predecesoras y, durante sus seis años de vida, se comercializaron 21.7 millones de consolas en todo el mundo. A manera de comparación, hasta diciembre de 2005 se habían vendido cien millones de sistemas PS2. Un producto innovador desarrollado por la empresa en este período fue el Nintendo e-Reader, un periférico para la GBA que permite la transferencia de datos almacenados en una serie de tarjetas a la portátil.
En 2002 comenzó a distribuirse Pokémon mini —en japonés: ポケモンミニ—, cuyas dimensiones son inferiores a las de la GBA y tiene un peso de 70 g, lo que la convierte en la videoconsola más pequeña de la historia. Ese año surgió una nueva colaboración con Sega y Namco para desarrollar Triforce, una placa de arcade para facilitar la conversión de títulos de ese género a la consola GameCube. Tras el lanzamiento de NGC en Europa en mayo de ese año, Yamauchi anunció su renuncia como presidente de la compañía y, como sucesor, Nintendo eligió a Satoru Iwata. Yamauchi habría de permanecer como asesor y director de la compañía hasta 2005. Murió casi una década después, en 2013. Cabe resaltar que el nombramiento de Iwata como presidente puso fin a la sucesión Yamauchi al frente de la compañía, una práctica que persistía desde su fundación.
Los siguientes tres años, de 2003 a 2005, trajeron una serie de lanzamientos para el sector portátil por parte de Nintendo: el primer año salieron a la venta Game Boy Advance SP —en japonés: ゲームボーイアドバンス— consistente en una versión mejorada de la GBA al incorporar «un diseño abatible, pantalla con iluminación frontal y batería recargable», del cual hasta 2010 se habían vendido 43.5 millones de unidades; y el periférico Game Boy Player, que permite visualizar los juegos de GB y GBA en el televisor. En 2004 apareció Nintendo DS —en japonés: ニンテンドーDS— con ciertas innovaciones como el uso de una pantalla doble —una de las cuales es táctil— y una conexión inalámbrica para el modo multijugador. A lo largo de su período de vida, de acuerdo con un reporte de 2016, se habían vendido más de 154 millones de unidades de dicho sistema, lo que la convierte en la más exitosa de las videoconsolas portátiles y la segunda consola más vendida en la historia, solo superada por la PlayStation 2 —155 millones de unidades hasta 2012—. Finalmente, en 2005, Nintendo presentó la Game Boy Micro —en japonés: ゲームボーイミクロ—, la última consola de la serie Game Boy caracterizada por contar con una pantalla retroiluminada. Pese a ello, sus ventas no cumplieron las expectativas de la empresa al comercializarse 2.5 millones de unidades hasta 2007. A mediados de este año se inauguró la Nintendo World Store en Nueva York.

### 2006-2015: El impacto de Wii y 3DS, y el fracaso de Wii U
La concepción de la siguiente consola de sobremesa de Nintendo se remonta a 2001, aunque las labores de diseño comenzaron en 2003 tomando como inspiración la portátil DS. Finalmente, la Wii estuvo disponible a partir del 19 de noviembre de 2006 con un total de 33 juegos compatibles desde su lanzamiento. Con este producto, Nintendo buscó alcanzar una demografía más amplia que sus competidores de la séptima generación con la intención de abarcar también al sector de los «no consumidores». Para esto invirtió en una costosa campaña publicitaria en la que colaboró el cineasta Stephen Gaghan. Algunas de sus innovaciones con relación a sus predecesoras incluyen el mando Wiimote, provisto de un sistema de acelerómetros y sensores infrarrojos que permiten detectar su posición en un entorno tridimensional con ayuda de una barra de sensores; el periférico Nunchuk que incluye un mando analógico así como también un acelerómetro; y la expansión Wii MotionPlus cuya función es aumentar la sensibilidad del mando principal con ayuda de giróscopos. Hasta 2016 se habían vendido más de 101 millones de consolas Wii en todo el mundo, con lo que pasó a ser la consola de videojuegos más exitosa de dicha generación al superar las cifras de Xbox 360 y PlayStation 3, un hito que Nintendo no conseguía desde la SNES, a principios de los años 1990.
Entre 2007 y 2010 surgieron varios juegos para la Wii, tales como Big Brain Academy: Wii Degree, Super Mario Galaxy, Metroid Prime 3: Corruption, Wii Fit, Mario Kart Wii y New Super Mario Bros. Wii, así como una serie de accesorios para la consola, como fue el caso de Wii Balance Board y la Wii Wheel; y mejoras como el servicio de descargas WiiWare. En 2009 Nintendo Ibérica S.A., extendió sus operaciones comerciales a Portugal a través de una nueva oficina en Lisboa, y en 2010 el corporativo celebró el 25° aniversario de la primera aparición de Mario, para lo cual se pusieron a la venta ciertos productos alusivos al evento entre los cuales se incluyen el juego Super Mario All-Stars 25th Anniversary Edition y ediciones especiales de Nintendo DSi XL y Wii. Cabe añadir que en 2009 la empresa tenía una cuota de mercado del 68.3 % en el segmento de los videojuegos portátiles.
Tras un anuncio realizado en marzo de 2010, al año siguiente se lanzó la portátil Nintendo 3DS —en japonés: ニンテンドー3DS—, capaz de producir efectos estereoscópicos sin necesidad de gafas 3D. Hasta 2018 se habían vendido más de 69 millones de 3DS en todo el mundo, cifra que se incrementó a 75 millones de unidades a principios de 2019. A mediados de 2011 se celebró el 25° aniversario de The Legend of Zelda para lo cual se organizó la gira de conciertos de orquesta sinfónica The Legend of Zelda: Symphony of the Goddesses y se lanzó el juego The Legend of Zelda: Skyward Sword. El siguiente par de años, 2012 y 2013, se vieron marcados por la introducción de dos nuevas consolas de videojuegos por parte de Nintendo: por un lado el sistema de sobremesa Wii U —en japonés: ウィー・ユー— que supuso la incorporación de gráficos de alta definición y del mando Gamepad con tecnología de comunicación de campo cercano en contraste con su predecesor; y por el otro, la portátil Nintendo 2DS —ニンテンドー2DS—, que posee características técnicas similares a la 3DS aunque carece del diseño tipo clamshell de las anteriores portátiles de la empresa, así como de los efectos estereoscópicos de la 3DS. Con un total de 13.5 millones de consolas Wii U vendidas en el mundo esta consola es la menos exitosa de Nintendo en toda su historia, seguida de la GameCube. En 2014 surgió una nueva línea de productos consistentes en figuras de los personajes de la empresa y que llevan por nombre amiibos. Para celebrar el 30.º aniversario de Super Mario Bros., en 2015 se implementó la campaña Let's Super Mario en la que los jugadores podían enviar videos alusivos al personaje.
A finales de 2013 Nintendo adquirió parte de las acciones de Pux Corporation, subsidiaria de Panasonic, para desarrollar programas de reconocimiento facial, de voz y de texto para sus videojuegos, primordialmente de la DS. Debido a un decremento del 30 % en los ingresos de la compañía entre abril y diciembre de ese mismo año, Iwata anunció el recorte temporal tanto de su sueldo como el de algunos ejecutivos a partir de 2014. En enero de 2015, la empresa emitió un comunicado para informar el cese de sus operaciones en el mercado brasileño debido en parte a las elevadas tasas de impuestos de importación. Si bien esto no afectó al resto de Latinoamérica debido a la alianza con la compañía Juegos de Video Latinoamérica, dos años después se llegó a un acuerdo con NC Games para que los productos de la empresa nipona volviesen al territorio brasileño. Como parte de una nueva estrategia publicitaria, a partir de 2014 Nintendo sustituyó sus conferencias en la Electronic Entertainment Expo (E3) por retransmisiones en video en las que da a conocer sus novedades para las plataformas de juego.
En julio de 2015 Iwata falleció debido a un cáncer de vía biliar, y Tatsumi Kimishima fue nombrado su sucesor al frente de la organización, tras un par de meses en los que Miyamoto y Takeda estuvieron a cargo de sus operaciones. Como parte de una reestructuración de los mandos directivos, estos últimos recibieron las responsabilidades de consejero creativo y consejero tecnológico, respectivamente.

### 2015-2020: Incursión en móviles, Switch y otros productos
Las pérdidas financieras ocasionadas por las ventas de la Wii U y la intención de Sony de adaptar a partir de 2014 sus videojuegos a otros sistemas de entretenimiento, tales como las televisiones inteligentes, motivó a Nintendo a replantear su principal estrategia centrada en la producción de videoconsolas y juegos virtuales. Como resultado, a principios de 2015 formalizó un par de acuerdos con DeNA y Universal Parks & Resorts para extender su presencia a dispositivos inteligentes y parques temáticos, respectivamente. En marzo de 2016 se estrenó Miitomo, la primera aplicación móvil para los sistemas operativos iOS y Android. Desde entonces la empresa ha producido otras aplicaciones similares, tales como Super Mario Run, Fire Emblem Heroes, Animal Crossing: Pocket Camp, Mario Kart Tour y Pokémon Go, este último desarrollado por la estadounidense Niantic, Inc. —gracias a esta última aplicación, en 2016 Nintendo generó ingresos adicionales de 115 millones USD—.
Otros sucesos relevantes acontecidos en 2016 tuvieron que ver con el reemplazo del servicio de fidelización Club Nintendo por My Nintendo, y el lanzamiento de NES Classic Edition —en japonés: ニンテンドークラシックミニ ファミリーコンピュータ—, una versión rediseñada de la NES con novedades como el soporte de la interfaz HDMI y su compatibilidad con el Wiimote para reproducir juegos de Wii y Wii U de la Consola Virtual. Casi un año después, en septiembre de 2017, se lanzó SNES Classic Edition —en japonés: ニンテンドークラシックミニ スーパーファミコン—, con un funcionamiento similar a su predecesora, pero esta vez centrada en el catálogo de títulos para la SNES. Hasta junio de 2018 se habían comercializado alrededor de seis millones de unidades de ambas consolas en el mundo.
El producto que sustituyó a la Wii U en la octava generación de videoconsolas, Nintendo Switch —en japonés: ニンテンドースイッチ—, comenzó a distribuirse en marzo de 2017. Algunas de sus características principales son el diseño híbrido a manera de consola de sobremesa y portátil; la funcionalidad independiente de sus mandos Joy-Con, que incorporan a su vez su respectivo acelerómetro y giróscopo; y la conexión inalámbrica simultánea de hasta ocho consolas. Para ampliar su catálogo de juegos, la empresa nipona concretó alianzas con varias desarrolladoras terceras e independientes y, hasta febrero de 2019, se tenía noción de más de 1800 juegos para esta plataforma. Asimismo, la cantidad de consolas vendidas hasta marzo de 2020 superaba las 55 millones de unidades en todo el mundo. En abril de 2018 comenzó a comercializarse una nueva línea de productos denominada Nintendo Labo —en japonés: ニンテンドーラボ— consistente en accesorios de cartón que interactúan con la Switch y sus Joy-Con. De acuerdo con información de la compañía, en su primer año en el mercado se habían vendido más de un millón de productos de uno de los tres kits de productos de esta marca.
Entre 2018 y 2019 hubo un par de cambios organizacionales en Nintendo: Shuntaro Furukawa reemplazó a Kimishima en la presidencia del corporativo, mientras que Doug Bowser hizo lo mismo en Nintendo of America, al sustituir a Reggie Fils-Aime, respectivamente. A partir de 2019 la organización puso en marcha una estrategia de expansión comercial en China, a través de una alianza con Tencent Holdings, para la distribución de la Switch en el país asiático, la cual se concretó en diciembre del mismo año. Si bien la pandemia de COVID-19 ocasionó el retraso en la producción y distribución de algunos productos de la compañía, esta situación «tuvo un impacto limitado en sus resultados comerciales». En el apartado digital, gracias principalmente a la contribución del servicio Nintendo Switch Online, en 2019 se reportó un incremento del 75 % de ingresos con respecto al año fiscal anterior. Con motivo del 35° aniversario de lanzamiento de Super Mario Bros, en 2020 se distribuyeron múltiples productos inspirados en la mascota de Nintendo, entre los cuales se encuentran la consola portátil Game & Watch: Super Mario Bros. y los juegos Super Mario 3D All-Stars, Mario Kart Live: Home Circuit y Super Mario 3D World + Bowser's Fury. Cabe agregar que, en abril del mismo año, se inauguró un hotel llamado Marufukuro en la que había sido la sede original de Nintendo en los años 1930.

### 2020-actualidad: Adquisiciones,Super Mario Bros.: la película y Nintendo Switch 2
A principios de 2021 Nintendo adquirió la desarrolladora canadiense Next Level Games, mismo año en el que conmemoró el 35° aniversario del lanzamiento de The Legend of Zelda (1986) y que, de forma similar al evento de Super Mario Bros, contó con la reedición de The Legend of Zelda: Skyward Sword y la comercialización de la portátil Game & Watch: The Legend of Zelda. La inauguración del área temática Super Nintendo World, en las instalaciones del Universal Studios Japan, ocurrió en marzo del mismo año tras varios retrasos en su construcción como consecuencia de la pandemia de COVID-19. Tuvo un costo superior a los 60 000 millones JPY —aproximadamente 580 millones USD en 2020—, y desde su apertura ha influido en un incremento anual de visitantes al parque japonés de Universal hasta en un 85 %. En febrero de 2023 abrió sus puertas en el parque Universal Studios Hollywood, y se espera que extienda también al Universal Epic Universe, ubicado en el Universal Orlando Resort. Otro proyecto de infraestructura en ese período tuvo que ver con la remodelación de la planta de producción ubicada en Uji a manera de galería.
Nintendo anunció un par de adquisiciones en 2022: por un lado, la compañía Systems Research & Development con la cual ya había colaborado en juegos como Donkey Kong y The Legend of Zelda; y el estudio Dynamo Pictures —renombrado como Nintendo Pictures—, con la finalidad de reforzar su estrategia de diversificación mediante el desarrollo de producciones visuales. Asimismo, entre mayo de 2022 y febrero de 2023, el Public Investment Fund —fondo soberano de inversión de Arabia Saudita— adquirió el 7 % de participaciones de Nintendo, con lo que pasó a ser el mayor inversor externo de la organización.
En abril de 2023 se estrenó Super Mario Bros.: La película, una película animada basada en los personajes de Mario y cuyo reparto de voces en inglés incluye a los actores Chris Pratt, Anya Taylor-Joy, Seth Rogen, Jack Black y Charlie Day como Mario, Peach, Donkey Kong, Bowser y Luigi, respectivamente. Recaudó más de 1360 millones USD, con lo que pasó a ser la segunda película con mayores recaudaciones de 2023, solo superada por Barbie; y la segunda película animada con mayores ingresos en taquilla en la historia del cine, por debajo de Frozen II (2019); entre otros récords similares. Si bien obtuvo críticas mixtas primordialmente hacia su trama, la cinta se hizo acreedora a múltiples nominaciones de premios, incluidos los Globos de Oro. Casi un año después de su estreno, se anunció una continuación cuyo estreno está programado para 2026; adicionalmente, Nintendo anunció una producción cinematográfica live action basada en The Legend of Zelda, coproducida con Avi Arad y bajo la dirección de Wes Ball.
En el primer semestre de 2023, y como parte de la mercadotecnia de lanzamiento del juego The Legend of Zelda: Tears of the Kingdom, empezó a distribuirse un nuevo modelo OLED de la Switch cuyo diseño está inspirado en el universo de Zelda. En julio del mismo año se llevó a cabo la fusión de las filiales de Francia y Benelux con Nintendo of Europe, como parte de una reestructura de la compañía. Otros videojuegos distribuidos por la compañía en este período, y que tuvieron un buen desempeño comercial, incluyen Pikmin 4, Super Mario Bros. Wonder y Super Mario RPG.
El 16 de enero de 2025, se anunció la sucesora de la Nintendo Switch, Nintendo Switch 2, programada para lanzarse el 5 de junio del mismo año. 

## Productos
El giro principal de Nintendo es la investigación y desarrollo, producción y distribución de productos de entretenimiento, primordialmente software y hardware de videojuegos, y juegos de cartas, y sus principales mercados son Japón, América y Europa, aunque más del 70 % de sus ventas totales provienen de este último par.

### Videoconsolas

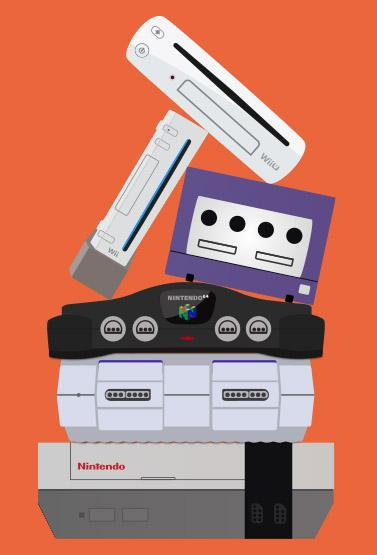
Consolas de sobremesa de Nintendo hasta 2016.

Desde el lanzamiento de su primera videoconsola, Color TV-Game 6 en 1977, Nintendo ha producido y distribuido varias plataformas de videojuegos, entre las cuales se incluyen videoconsolas de sobremesa, portátiles, dedicadas e híbridas —es decir, sistemas con características de sobremesa y portátiles—. Cabe mencionar que cada consola es compatible con una variedad de accesorios y controladores; por ejemplo, la Nintendo Zapper, el Super NES Mouse, el Expansion Pak, las tarjetas de memoria, el Wii MotionPlus, el Wii U Pro Controller y el Switch Pro Controller, son algunos productos complementarios para cada una de las consolas de sobremesa, así como la Game Boy Camera y el Rumble Pak para las portátiles Game Boy y DS, respectivamente.
A continuación aparecen listadas las consolas de Nintendo con su fecha de lanzamiento, período de vida y, cuando corresponda, las distintas variaciones o modelos existentes:
| Consola    | Consola       | Fecha de estreno         | Período de vida | Modelo(s)/Variación(es)                                                                                          | Fuente(s)                       |
| ---------- | ------------- | ------------------------ | --------------- | --- | ------------------------------- |
| Sobremesa  | Color TV-Game | 1 de junio de 1977       | 1977-1980       | - Color TV-Game 6 - Color TV-Game 15 - Color TV-Game Racing 112 - Color TV-Game Block Breaker - Computer TV-Game | [ 214 ]                         |
| Sobremesa  | NES           | 15 de julio de 1983      | 1983-2003       | - Famicom Titler - Twin Famicom - NES-101 - Sharp Nintendo Television - NES Classic Edition                      | [ 59 ] [ 73 ]                   |
| Sobremesa  | SNES          | 21 de noviembre de 1990  | 1990-2003       | - New-Style Super NES - Super Famicom Naizou TV SF1 - SNES Classic Edition                                       | [ 215 ] [ 87 ]                  |
| Sobremesa  | N64           | 23 de junio de 1996      | 1996-2002       | - Nintendo iQue                                                                                                  | [ 74 ]                          |
| Sobremesa  | NGC           | 14 de septiembre de 2001 | 2001-2007       | - Panasonic Q | [ 216 ]                         |
| Sobremesa  | Wii           | 19 de noviembre de 2006  | 2006-2013       | - Wii Family Edition - Wii Mini                                                                                  | [ 217 ] [ 218 ] [ 219 ] [ 220 ] |
| Sobremesa  | Wii U         | 18 de noviembre de 2012  | 2012-2017       | — | [ 221 ] [ 222 ]                 |
| Híbridas   | Switch        | 3 de marzo de 2017       | 2017-2025       | - Nintendo Switch Lite - Nintendo Switch OLED                                                                    | [ 171 ] [ 223 ] [ 224 ]         |
|            | Switch 2      | 5 de junio de 2025       | 2025-vigente    | — |                                 |
| Portátiles | Game & Watch  | 28 de abril de 1980      | 1980-1991       | — | [ 225 ]                         |
| Portátiles | GB            | 21 de abril de 1989      | 1989-2003       | - Play It Loud! - Game Boy Pocket - Game Boy Light                                                               | [ 226 ]                         |
| Portátiles | Virtual Boy   | 21 de julio de 1995      | 1995            | — | [ 106 ]                         |
| Portátiles | GBC           | 21 de octubre de 1998    | 1998-2003       | — | [ 227 ] [ 228 ]                 |
| Portátiles | GBA           | 21 de marzo de 2001      | 2001-2010       | - Game Boy Advance SP - Game Boy Micro - Visteon Dockable Entertainment                                          | [ 229 ] [ 230 ]                 |
| Portátiles | Pokémon Mini  | 16 de noviembre de 2001  | 2001-2002       | — | [ 121 ]                         |
| Portátiles | DS            | 21 de noviembre de 2004  | 2004-2011       | - Nintendo DS Lite - Nintendo DSi - Nintendo DSi XL                                                              | [ 127 ] [ 231 ]                 |
| Portátiles | 3DS           | 26 de febrero de 2011    | 2011-2020       | - Nintendo 3DS XL - Nintendo 2DS - New Nintendo 3DS - New Nintendo 3DS XL - New Nintendo 2DS XL                  | [ 147 ] [ 232 ]                 |

### Videojuegos

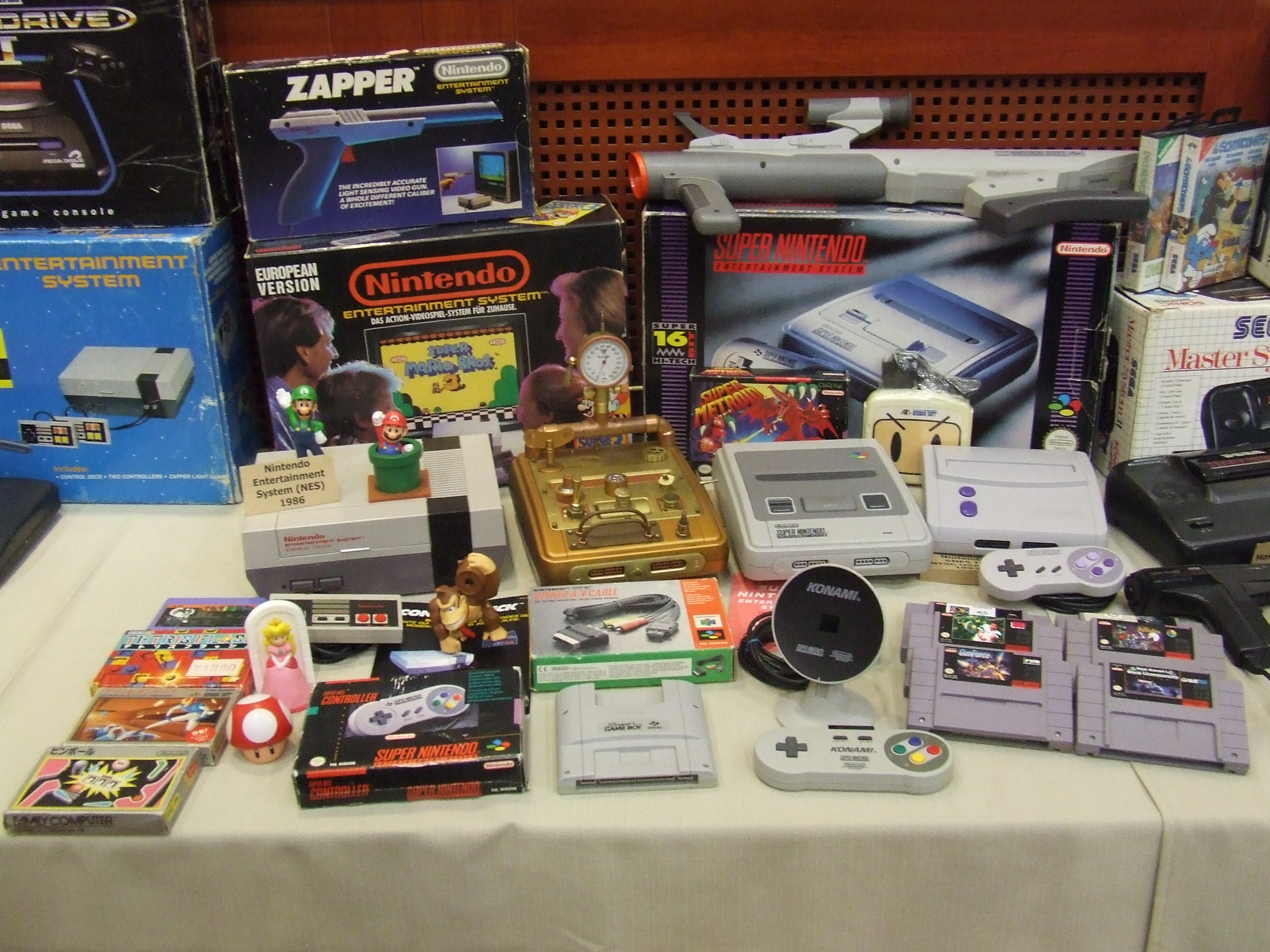
Consolas con algunos cartuchos y productos complementarios de Nintendo.

Los primeros videojuegos producidos por Nintendo pertenecen al género arcade y, si bien EVR Race (1975) fue uno de los primeros títulos electromecánicos de la compañía mientras que Computer Othello y Block Fever estuvieron en el catálogo de lanzamientos iniciales de la Color TV-Game en 1978, se considera que Donkey Kong (1981) es el primero de plataformas en la historia, tanto de la organización como de los videojuegos.
Desde entonces tanto Nintendo como otras empresas desarrolladoras han producido y distribuido un extenso catálogo de videojuegos para las distintas plataformas de la compañía —véase la tabla inferior para más información— entre los cuales se incluyen Super Mario Bros. (1985), Tetris (1989), Super Mario World (1990), Super Mario 64 (1996), Pokémon oro y Pokémon plata (1999), Super Smash Bros. Melee (2001), Pokémon rubí y Pokémon zafiro (2002), New Super Mario Bros. (2006), Wii Sports (2006), Mario Kart 7 (2011), Mario Kart 8 (2014) y Mario Kart 8 Deluxe (2017), que son algunos de los más vendidos en su historia. Cabe resaltar que los juegos existen tanto en formato físico como en digital —para este último formato, existen servicios de distribución tales como Nintendo eShop y Nintendo Network—.
En la siguiente tabla se muestra la cantidad de juegos lanzados por Nintendo solamente en formato físico:
| Consola    | Consola | Nintendo | Nintendo | Nintendo | Terceros | Terceros | Terceros | Total general | Total general | Total general | Total general |
| Consola    | Consola | JPN      | AME      | OTROS    | JPN      | AME      | OTROS    | JPN           | AME           | OTROS         | TOTAL         |
| ---------- | ------- | -------- | -------- | -------- | -------- | -------- | -------- | ------------- | ------------- | ------------- | ------------- |
| Sobremesa  | NES     | 49       | 72       | 88       | 998      | 607      | 263      | 1047          | 679           | 351           | 2077          |
| Sobremesa  | SNES    | 30       | 52       | 73       | 1368     | 667      | 471      | 1398          | 719           | 544           | 2661          |
| Sobremesa  | N64     | 43       | 53       | 55       | 153      | 244      | 193      | 196           | 297           | 248           | 741           |
| Sobremesa  | NGC     | 55       | 48       | 47       | 220      | 504      | 406      | 275           | 552           | 453           | 1280          |
| Sobremesa  | Wii     | 76       | 55       | 64       | 387      | 1210     | 1213     | 463           | 1265          | 1277          | 3005          |
| Sobremesa  | Wii U   | 40       | 41       | 40       | 73       | 131      | 120      | 113           | 172           | 160           | 445           |
| Híbrida    | Switch  | 77       | 91       | 92       | 1449     | 1777     | 1727     | 1526          | 1868          | 1819          | 5213          |
| Portátiles | GB      | 63       | 106      | 135      | 1183     | 859      | 817      | 1246          | 965           | 952           | 3163          |
| Portátiles | GBA     | 107      | 71       | 75       | 679      | 950      | 846      | 786           | 1021          | 921           | 2728          |
| Portátiles | DS      | 132      | 98       | 117      | 1713     | 1639     | 2022     | 1845          | 1737          | 2139          | 5721          |
| Portátiles | 3DS     | 94       | 111      | 124      | 575      | 393      | 427      | 669           | 504           | 551           | 1724          |

### Otros
Además de las consolas, videojuegos y sus respectivos complementos —cuyos ingresos hasta 2008 representaban el 90 % del importe de sus ventas—, Nintendo ha desarrollado otro tipo de productos con base en su giro comercial con el propósito de hacer «un uso más activo» de su propiedad intelectual, «expandirla y construir un nuevo eje de negocios» así como «incrementar las oportunidades para los consumidores de todo el mundo para que interactúen con nuestra propiedad intelectual».
Si bien sus videojuegos suelen contar con temas musicales creados por algunos compositores como Kōji Kondō, Hirokazu Tanaka, David Wise, Kenta Nagata, Kazumi Totaka y Mahito Yokota, solamente se han puesto a la venta algunos compilatorios de bandas sonoras, entre los cuales se incluyen Super Mario Galaxy: Original Soundtrack, Donkey Kong Returns Original Sound Track, Super Smash Bros. For Nintendo 3DS / Wii U (A Smashing Soundtrack), y The Legend Of Zelda: 25th Anniversary, que en ciertos casos se distribuyeron como parte de una promoción por la compra del videojuego correspondiente.
Desde 2013 la empresa continúa produciendo y distribuyendo ocasionalmente sus líneas de barajas tradicionales y naipes japoneses —dentro de esta última categoría se encuentran las cartas Hanafuda, Kabufuda y Hyakunin Isshu— con temáticas relacionadas con Pokémon, los videojuegos de Mario y The Legend of Zelda, aunque también existe la opción de que el cliente pueda personalizar sus cartas a partir de sus propios diseños. Otros productos similares son los juegos de tablero Shōgi, go, y Mahjong, este último con la marca comercial Yakoman desde 1964.
Entre las publicaciones de Nintendo se encuentran los manuales de instrucciones y la revista Nintendo Power. Desde el estreno de la NES, Nintendo producía manuales impresos con instrucciones sobre las mecánicas de juego de sus títulos, además de otras guías como la Nintendo Buyers' Guide. La transición del formato impreso al digital de estas publicaciones se concretó durante el período de vida de la Wii U. A su vez, el contenido de Nintendo Power versaba sobre información de los videojuegos de Nintendo y su tiraje perduró desde 1988 a 2012; cinco años después, la revista se adaptó en forma de pódcast. Un esfuerzo similar sucedió con la revista mexicana Club Nintendo, cuyas ediciones impresas estuvieron disponibles de 1991 a 2014, mientras que su distribución digital cesó en 2019.
Si bien la línea de juguetes de Nintendo es extensa y se remonta a su etapa previa como desarrolladora de videojuegos, un par de menciones relevantes son las figuras y tarjetas amiibo, y Nintendo Labo. Las primeras están diseñadas a partir de algunos personajes de sus videojuegos y permiten que el jugador acceda a contenido adicional en los juegos con los que poseen compatibilidad; de acuerdo con cifras de 2018, anualmente se venden más de diez millones de estas figuras en todo el mundo. Por otra parte, los productos de Nintendo Labo consisten en accesorios de cartón que interactúan con la Switch y sus Joy-Con; en abril de 2019 salió a la venta el modelo VR Kit, cuarto modelo de esta línea. Asimismo, la empresa colabora con otras compañías japonesas para difundir información sobre su tecnología a estudiantes, mientras que ciertas filiales poseen alianzas con organismos como la Starlight Children’s Foundation.
Aunque la empresa se rehusaba a producir juegos para teléfonos inteligentes, a partir de 2014 incursionó en este sector comercial y, desde entonces, ha producido aplicaciones como Super Mario Run, Fire Emblem Heroes y Pokémon Go. Al año, la empresa tiene considerado producir anualmente entre dos y tres juegos para móviles. La estrategia de diversificación se extendió también a la creación de una área temática en Universal Studios Japan, Super Nintendo World. De forma similar la empresa concretó acuerdos con Illumination Entertainment para producir Super Mario Bros.: La película, estrenada en salas de cine en 2023; y con Avi Arad y Sony Pictures para una producción cinematográfica live action basada en The Legend of Zelda.
En 2024, la Reseña Anual del sistema de Madrid de la Organización Mundial de la Propiedad Intelectual (OMPI) clasificó a Nintendo como el décimo cuarto lugar mundial en número de solicitudes de marcas realizadas en el marco del Sistema de Madrid, con 55 solicitudes de marcas realizadas durante 2023, 74 en 2022 y 58 en 2021.

## Organización

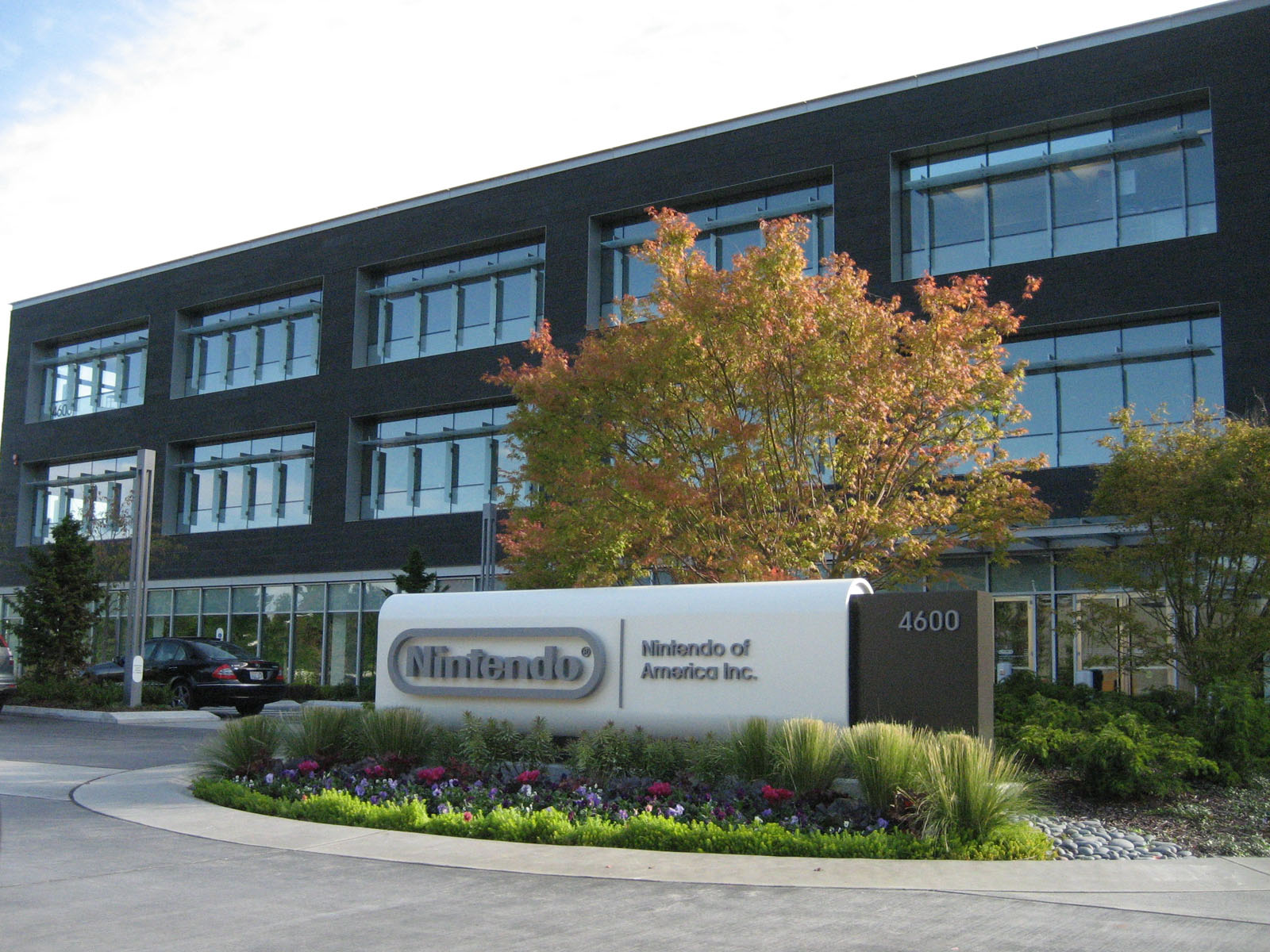
Sede de Nintendo of America en Redmond (Washington).

Nintendo cuenta con cinco oficinas en Japón: tres ubicadas en Kioto y dos en Tokio. El edificio central original, inaugurado en 1889 y demolido en 2004, se encontraba al este de Kioto, a las orillas del río Kamo, en la calle Shomen Dori. En 1933 se utilizó un nuevo edificio corporativo situado al lado del original, cerca de la estación de tren Toba-kaidō. Un par de décadas después, en 1959, la sede se movió a otra edificación en el distrito de Higashiyama-ku, y dos años después abrieron sus puertas las oficinas del barrio de Chiyoda, en Tokio. A partir del año 2000, la sede se encuentra en 11-1 Hokotate-cho, Kamitoba, en el distrito de Minami-Ku, en Kioto, Japón. En 2014 comenzó a operar un centro de investigación y desarrollo de Nintendo, cerca de la sede de Kioto, y en 2022 se adquirió una superficie adyacente a estas oficinas en la cual se habrá de construir un segundo centro de investigación y desarrollo, cuya apertura está programada para diciembre de 2027.

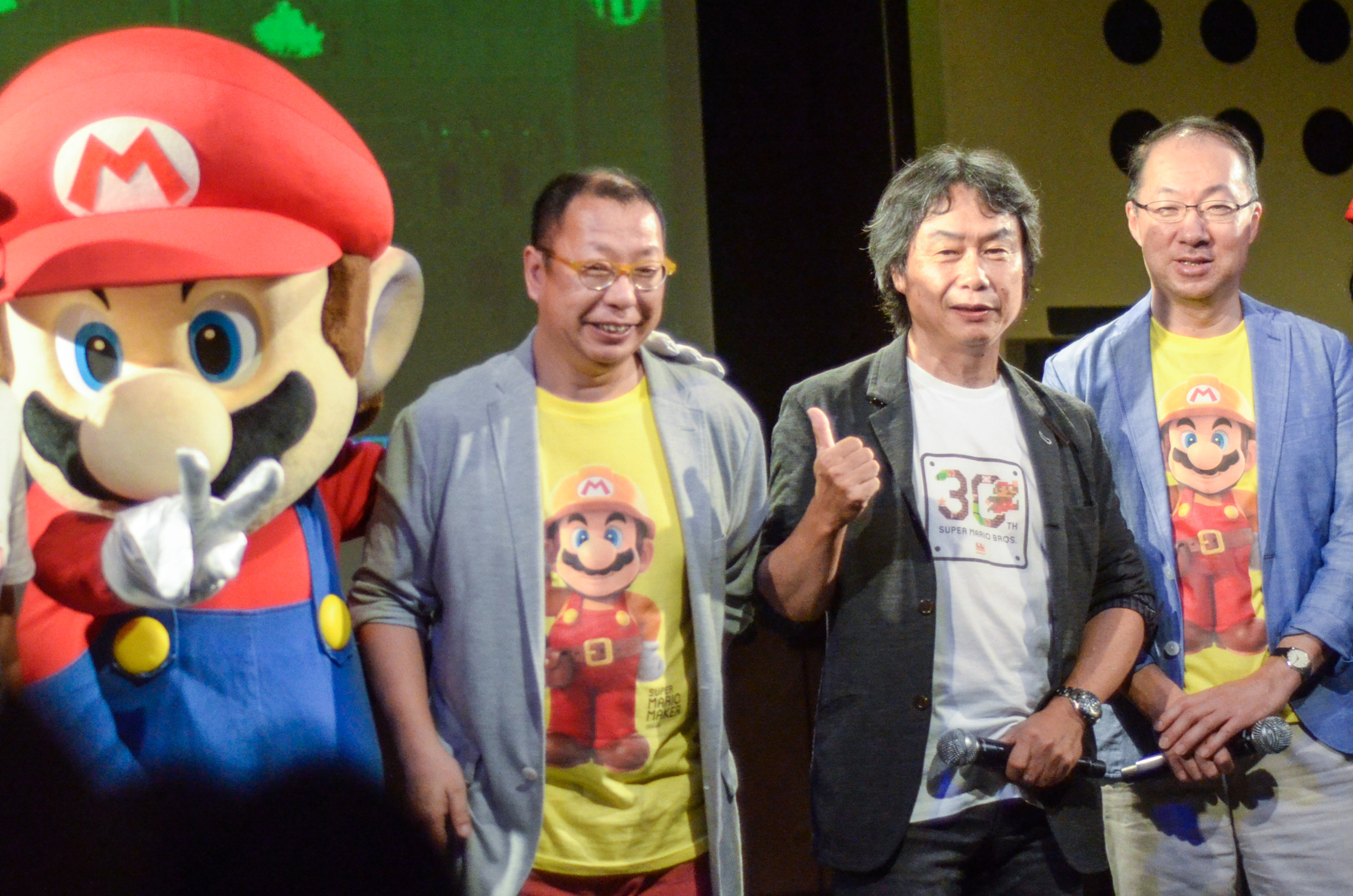
Takashi Tezuka, Shigeru Miyamoto y Kōji Kondō durante un evento en Tokio a finales de 2015.

El consejo de administración de Nintendo está integrado por diez directores, de los cuales cuatro pertenecen al comité de auditoría y supervisión —y de estos, tres son ejecutivos externos a la organización—. El presidente propone el listado de candidatos a ocupar un puesto en el comité directivo, con base en su personalidad, experiencia y conocimientos. Únicamente los integrantes del comité de auditoría son elegidos cada dos años, mientras que las responsabilidades del resto del consejo se renuevan anualmente, decisiones que recaen en los accionistas de la empresa. El consejo es responsable de la elección del presidente y director ejecutivo de la compañía así como de los ejecutivos a cargo de cada división o departamento, y de las correspondientes subsidiarias, aunque estos últimos responden a la autoridad de la presidencia. Existe adicionalmente un comité de dirección ejecutiva que emite recomendaciones al presidente, así como un comité de conformidad cuya función principal es validar las actividades de los ejecutivos divisionales. La auditoría interna es realizada por el departamento homónimo. En 2015 surgió Nintendo Entertainment Planning & Development a partir de la fusión de las divisiones Nintendo Entertainment Analysis and Development —Nintendo EAD— y Nintendo Software Planning & Development —Nintendo SPD—, la cual es presidida por Shinya Takahashi. Algunos de los que han trabajado para Nintendo son Gunpei Yokoi, Masayuki Uemura, Satoru Iwata, Reggie Fils-Aimé, Satoru Shibata, Shigeru Miyamoto, Takashi Tezuka, Yoshiaki Koizumi, Katsuya Eguchi, Eiji Aonuma, Yoshio Sakamoto, Genyo Takeda, Hisashi Nogami, Kōji Kondō y Tōru Minegishi. El más reciente presidente y director ejecutivo de Nintendo es Shuntaro Furukawa, que asumió sus funciones en abril de 2018.
Nintendo posee un total de veintinueve filiales, de las cuales siete se encuentran en Tokio y el resto son extranjeras. Las filiales existentes fuera de Japón se encargan primordialmente de la distribución de los productos de la matriz —como Nintendo of America y Nintendo of Europe—, aunque en ciertos casos también poseen la atribución de producir videojuegos. En esta última categoría se encuentran Nintendo Software Technology, iQue y Retro Studios. En contraste, solo una de las filiales japonesas está a cargo de la administración de las ventas, y las demás son desarrolladoras exclusivas —NDcube, 1-UP Studio, Inc., Monolith Soft y Mario Club Co.— y de producciones visuales —Nintendo Pictures Co.—. Por otra parte, entre sus socios comerciales se encuentran The Pokémon Company —propietario de la marca Pokémon—, Warpstar, Inc. —responsable de administrar la propiedad intelectual y de producir animaciones—, PUX Corporation —desarrollador de tecnología software— y First Avenue Entertainment, los primeros tres radicados en territorio japonés. Entre 1983 y 2022 la empresa cotizó en la primera sección de la bolsa de Tokio, y desde entonces se encuentra listada en la sección principal o de mayor capitalización, de acuerdo con la reestructuración del mercado bursátil japonés.
La plantilla de Nintendo está conformada por 7317 empleados hasta julio de 2023, de los cuales alrededor del 38 % pertenecen a las oficinas de la matriz japonesa, 20 % son empleados de Nintendo of America, 14 % son de Nintendo of Europe, 1.5 % de la sede australiana y el resto forman parte de las otras filiales de la organización.

### Información financiera
A continuación algunos datos financieros de Nintendo:
| \| Años 1990 \| Año fiscal[D] \| \| \| \| \| \| \| \| 1997 \| 1998 \| 1999 \| \| Años 1990 \| Ventas netas \| 4017 \| 4304 \| 3987 \| \| \| \| \| \| \| \| \| Años 1990 \| Utilidad neta \| 629 \| 645 \| 774 \| \| \| \| \| \| \| \| \| Años 1990 \| BPA \| 0.90 \| 0.90 \| 0.90 \| \| \| \| \| \| \| \| \| Años 2000 \| Año fiscal \| 2000 \| 2001 \| 2002 \| 2003 \| 2004 \| 2005 \| 2006 \| 2007 \| 2008 \| 2009 \| \| Años 2000 \| Ventas netas \| 3475 \| 4168 \| 4197 \| 4899 \| 4812 \| 4348 \| 8183 \| 16 724 \| 18 761 \| 15 423 \| \| Años 2000 \| Utilidad neta \| 726 \| 800 \| 560 \| 316 \| 816 \| 840 \| 1477 \| 2573 \| 2847 \| 2458 \| \| Años 2000 \| BPA \| 0.90 \| 1.05 \| 1.17 \| 1.33 \| 2.52 \| 3.33 \| 5.85 \| 12.60 \| 14.69 \| 10.00 \| \| Años 2010 \| Año fiscal \| 2010 \| 2011 \| 2012 \| 2013 \| 2014 \| 2015 \| 2016 \| 2017 \| 2018 \| 2019 \| \| Años 2010 \| Ventas netas \| 12 221 \| 7898 \| 6759 \| 5550 \| 4464 \| 4464 \| 4366 \| 9959 \| 10 914 \| 12 115 \| \| Años 2010 \| Utilidad neta \| 935 \| -526 \| 75 \| -225 \| 348 \| 146 \| 915 \| 1316 \| 2270 \| 3345 \| \| Años 2010 \| BPA \| 5.42 \| 1.21 \| 1.06 \| 1.78 \| 2.94 \| 1.21 \| 7.62 \| 10.96 \| 14.68 \| 20.01 \| \| Años 2020 \| Año fiscal \| 2020 \| 2021 \| 2022 \| \| \| \| \| \| \| \| \| Años 2020 \| Ventas netas \| 15 990 \| 14 011 \| 12 042 \| \| \| \| \| \| \| \| \| Años 2020 \| Utilidad neta \| 6193 \| 5573 \| 4516 \| \| \| \| \| \| \| \| \| Años 2020 \| BPA \| 36.66 \| 33.44 \| 2.79 \| \| \| \| \| \| \| \| \| Referencias \| Referencias \| [281] [282] [283] [284] [285] [286] [287] [288] [289] [290] [291] [292] [293] [294] [295] [296] [3] [297] [34] [298] [272] [277] \| [281] [282] [283] [284] [285] [286] [287] [288] [289] [290] [291] [292] [293] [294] [295] [296] [3] [297] [34] [298] [272] [277] \| [281] [282] [283] [284] [285] [286] [287] [288] [289] [290] [291] [292] [293] [294] [295] [296] [3] [297] [34] [298] [272] [277] \| [281] [282] [283] [284] [285] [286] [287] [288] [289] [290] [291] [292] [293] [294] [295] [296] [3] [297] [34] [298] [272] [277] \| [281] [282] [283] [284] [285] [286] [287] [288] [289] [290] [291] [292] [293] [294] [295] [296] [3] [297] [34] [298] [272] [277] \| [281] [282] [283] [284] [285] [286] [287] [288] [289] [290] [291] [292] [293] [294] [295] [296] [3] [297] [34] [298] [272] [277] \| [281] [282] [283] [284] [285] [286] [287] [288] [289] [290] [291] [292] [293] [294] [295] [296] [3] [297] [34] [298] [272] [277] \| [281] [282] [283] [284] [285] [286] [287] [288] [289] [290] [291] [292] [293] [294] [295] [296] [3] [297] [34] [298] [272] [277] \| [281] [282] [283] [284] [285] [286] [287] [288] [289] [290] [291] [292] [293] [294] [295] [296] [3] [297] [34] [298] [272] [277] \| [281] [282] [283] [284] [285] [286] [287] [288] [289] [290] [291] [292] [293] [294] [295] [296] [3] [297] [34] [298] [272] [277] \| |               | | | | | | | | | | |
| Años 1990 | Año fiscal    | | | | | | | | 1997 | 1998 | 1999 |
| Años 1990 | Ventas netas  | 4017 | 4304 | 3987 | | | | | | | |
| Años 1990 | Utilidad neta | 629 | 645 | 774 | | | | | | | |
| Años 1990 | BPA           | 0.90 | 0.90 | 0.90 | | | | | | | |
| Años 2000 | Año fiscal    | 2000 | 2001 | 2002 | 2003 | 2004 | 2005 | 2006 | 2007 | 2008 | 2009 |
| Años 2000 | Ventas netas  | 3475 | 4168 | 4197 | 4899 | 4812 | 4348 | 8183 | 16 724 | 18 761 | 15 423 |
| Años 2000 | Utilidad neta | 726 | 800 | 560 | 316 | 816 | 840 | 1477 | 2573 | 2847 | 2458 |
| Años 2000 | BPA           | 0.90 | 1.05 | 1.17 | 1.33 | 2.52 | 3.33 | 5.85 | 12.60 | 14.69 | 10.00 |
| Años 2010 | Año fiscal    | 2010 | 2011 | 2012 | 2013 | 2014 | 2015 | 2016 | 2017 | 2018 | 2019 |
| Años 2010 | Ventas netas  | 12 221 | 7898 | 6759 | 5550 | 4464 | 4464 | 4366 | 9959 | 10 914 | 12 115 |
| Años 2010 | Utilidad neta | 935 | -526 | 75 | -225 | 348 | 146 | 915 | 1316 | 2270 | 3345 |
| Años 2010 | BPA           | 5.42 | 1.21 | 1.06 | 1.78 | 2.94 | 1.21 | 7.62 | 10.96 | 14.68 | 20.01 |
| Años 2020 | Año fiscal    | 2020 | 2021 | 2022 | | | | | | | |
| Años 2020 | Ventas netas  | 15 990 | 14 011 | 12 042 | | | | | | | |
| Años 2020 | Utilidad neta | 6193 | 5573 | 4516 | | | | | | | |
| Años 2020 | BPA           | 36.66 | 33.44 | 2.79 | | | | | | | |
| Referencias | Referencias   | [ 281 ] [ 282 ] [ 283 ] [ 284 ] [ 285 ] [ 286 ] [ 287 ] [ 288 ] [ 289 ] [ 290 ] [ 291 ] [ 292 ] [ 293 ] [ 294 ] [ 295 ] [ 296 ] [ 3 ] [ 297 ] [ 34 ] [ 298 ] [ 272 ] [ 277 ] | [ 281 ] [ 282 ] [ 283 ] [ 284 ] [ 285 ] [ 286 ] [ 287 ] [ 288 ] [ 289 ] [ 290 ] [ 291 ] [ 292 ] [ 293 ] [ 294 ] [ 295 ] [ 296 ] [ 3 ] [ 297 ] [ 34 ] [ 298 ] [ 272 ] [ 277 ] | [ 281 ] [ 282 ] [ 283 ] [ 284 ] [ 285 ] [ 286 ] [ 287 ] [ 288 ] [ 289 ] [ 290 ] [ 291 ] [ 292 ] [ 293 ] [ 294 ] [ 295 ] [ 296 ] [ 3 ] [ 297 ] [ 34 ] [ 298 ] [ 272 ] [ 277 ] | [ 281 ] [ 282 ] [ 283 ] [ 284 ] [ 285 ] [ 286 ] [ 287 ] [ 288 ] [ 289 ] [ 290 ] [ 291 ] [ 292 ] [ 293 ] [ 294 ] [ 295 ] [ 296 ] [ 3 ] [ 297 ] [ 34 ] [ 298 ] [ 272 ] [ 277 ] | [ 281 ] [ 282 ] [ 283 ] [ 284 ] [ 285 ] [ 286 ] [ 287 ] [ 288 ] [ 289 ] [ 290 ] [ 291 ] [ 292 ] [ 293 ] [ 294 ] [ 295 ] [ 296 ] [ 3 ] [ 297 ] [ 34 ] [ 298 ] [ 272 ] [ 277 ] | [ 281 ] [ 282 ] [ 283 ] [ 284 ] [ 285 ] [ 286 ] [ 287 ] [ 288 ] [ 289 ] [ 290 ] [ 291 ] [ 292 ] [ 293 ] [ 294 ] [ 295 ] [ 296 ] [ 3 ] [ 297 ] [ 34 ] [ 298 ] [ 272 ] [ 277 ] | [ 281 ] [ 282 ] [ 283 ] [ 284 ] [ 285 ] [ 286 ] [ 287 ] [ 288 ] [ 289 ] [ 290 ] [ 291 ] [ 292 ] [ 293 ] [ 294 ] [ 295 ] [ 296 ] [ 3 ] [ 297 ] [ 34 ] [ 298 ] [ 272 ] [ 277 ] | [ 281 ] [ 282 ] [ 283 ] [ 284 ] [ 285 ] [ 286 ] [ 287 ] [ 288 ] [ 289 ] [ 290 ] [ 291 ] [ 292 ] [ 293 ] [ 294 ] [ 295 ] [ 296 ] [ 3 ] [ 297 ] [ 34 ] [ 298 ] [ 272 ] [ 277 ] | [ 281 ] [ 282 ] [ 283 ] [ 284 ] [ 285 ] [ 286 ] [ 287 ] [ 288 ] [ 289 ] [ 290 ] [ 291 ] [ 292 ] [ 293 ] [ 294 ] [ 295 ] [ 296 ] [ 3 ] [ 297 ] [ 34 ] [ 298 ] [ 272 ] [ 277 ] | [ 281 ] [ 282 ] [ 283 ] [ 284 ] [ 285 ] [ 286 ] [ 287 ] [ 288 ] [ 289 ] [ 290 ] [ 291 ] [ 292 ] [ 293 ] [ 294 ] [ 295 ] [ 296 ] [ 3 ] [ 297 ] [ 34 ] [ 298 ] [ 272 ] [ 277 ] |

| Plataforma | Plataforma | Consolas | Consolas | Consolas | Videojuegos | Videojuegos | Videojuegos | Total general | Total general |
| Plataforma | Plataforma | JPN      | AME      | OTROS    | JPN         | AME         | OTROS       | Unid.         | Juegos        |
| ---------- | ---------- | -------- | -------- | -------- | ----------- | ----------- | ----------- | ------------- | ------------- |
| Sobremesa  | NES        | 19.35    | 34.00    | 8.56     | 225.86      | 230.85      | 43.29       | 61.91         | 500.01        |
| Sobremesa  | SNES       | 17.17    | 23.35    | 8.58     | 194.85      | 135.00      | 49.22       | 49.10         | 379.06        |
| Sobremesa  | N64        | 5.54     | 20.63    | 6.75     | 39.75       | 142.06      | 43.16       | 32.93         | 224.97        |
| Sobremesa  | NGC        | 4.04     | 12.94    | 4.77     | 27.54       | 138.48      | 42.56       | 21.74         | 208.58        |
| Sobremesa  | Wii        | 12.75    | 48.64    | 40.23    | 75.94       | 502.53      | 343.38      | 101.63        | 921.85        |
| Sobremesa  | Wii U      | 3.34     | 6.49     | 3.74     | 15.83       | 56.49       | 31.28       | 13.56         | 103.60        |
| Híbrida    | Switch     | 29.59    | 49.00    | 47.02    | 200.15      | 456.27      | 379.73      | 125.62        | 1063.61       |
| Portátiles | GB         | 32.47    | 44.06    | 42.15    | 157.06      | 190.61      | 153.44      | 118.69        | 501.11        |
| Portátiles | GBA        | 16.96    | 41.64    | 22.91    | 73.11       | 217.24      | 87.06       | 81.51         | 377.42        |
| Portátiles | DS         | 32.99    | 59.93    | 61.10    | 213.84      | 399.20      | 335.72      | 154.02        | 948.76        |
| Portátiles | 3DS        | 25.26    | 26.90    | 23.78    | 139.58      | 134.42      | 117.37      | 75.94         | 391.13        |

### Tecnología empleada

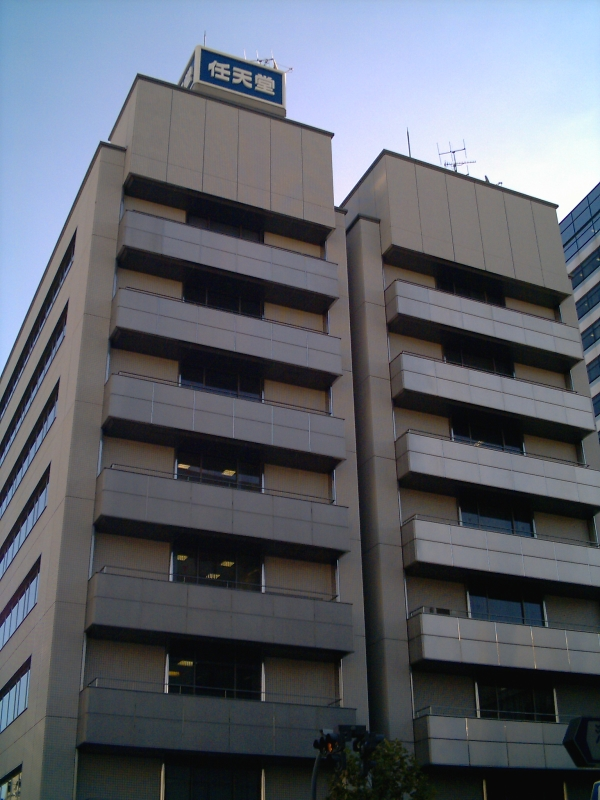
Sede de Nintendo en Tokio.

Desde su incursión en la industria de videojuegos, Nintendo ha invertido recursos en sus propias áreas de investigación y desarrollo de software y hardware. Originalmente estas atribuciones recaían en cuatro departamentos —R&D1, R&D2, R&D3 y R&D4—; a partir de la reestructuración de 2015, las divisiones responsables del desarrollo tecnológico de los productos de Nintendo son Nintendo Entertainment Planning & Development y Nintendo Platform Technology Development, en Japón así como Nintendo Software Technology y Nintendo European Research & Development, en América y Europa, respectivamente.
Si bien la manufactura de ciertos productos es realizada por empresas externas como Foxconn y Hosiden en el caso de la plataforma Switch, cuya producción es supervisada por representantes de Nintendo y debe estar acorde con sus políticas de responsabilidad social, sus esfuerzos han producido tecnologías como los mandos en forma de cruceta y análogo; la batería de respaldo de los cartuchos de NES que permiten guardar el progreso en el juego en reemplazo de los sistemas de contraseñas; la cámara fotográfica para Game Boy; el dispositivo háptico Rumble Pak; el diseño de cuatro puertos de controlador en las consolas para el modo multijugador local; la interacción con un videojuego a partir de un sistema de detección de movimiento; y Virtual Boy, una de las primeras consolas de realidad virtual.
En años recientes, Nintendo ha dirigido sus esfuerzos a la investigación y desarrollo de tecnologías para el almacenamiento de información y para la visualización —como pantallas de cristal líquido, en adición a componentes electrónicos entre los cuales se incluyen sensores, pantallas táctiles, comunicación inalámbrica, computación en la nube, realidad virtual, realidad aumentada, realidad mixta, aprendizaje profundo y análisis de microdatos. Para tales efectos, sus prioridades se centran en la durabilidad, seguridad, calidad y rendimiento de su catálogo de productos, el diseño y producción de accesorios, la reducción de costos y la conservación de energía.

### Filosofía de trabajo y temáticas
El personal de Nintendo es acreedor a una serie de prestaciones adicionales a su remuneración, entre las cuales se incluyen gastos de transporte, un par de retribuciones anuales, incrementos salariales constantes,. seguro médico y programas educativos, entre otros. En años recientes, una de las prioridades de sus áreas de reclutamiento de personal consisten en la contratación de jóvenes con «capacidad de concentración [...] Aquellos que realmente entienden lo que han logrado a través de sus años universitarios. Si vemos a un artista que se concentraba mucho y estuvo decidido a crear un proyecto a gran escala por su cuenta, y que lo logró durante varios años, o si vemos a una persona que trabajó en una sola película desde el principio hasta el final de su curso. Ese tipo de persona necesita mucha determinación y conocimiento para lograr tal cosa». Otro esfuerzo estratégico de la compañía está relacionado con la igualdad de género al «promover el empleo de mujeres y crear un entorno que les permita establecer trayectorias exitosas»; a nivel global, en 2023 un 23 % de las posiciones de liderazgo de Nintendo era ocupado por alguna mujer. Hasta julio de 2023 la edad media de los empleados era de 39 años, mientras que la antigüedad y el sueldo promedio oscilaban en 14 años y 74 110 USD al año, respectivamente.
La política de responsabilidad social de Nintendo posee una de las «mejores reputaciones» en el mundo y, desde 2015, está centrada en el enunciado de misión «poner sonrisas en la cara de todos». Sus ejes de acción están relacionados con la innovación y seguridad de sus productos, la seguridad y salud laboral, la diversidad y el desarrollo humano del personal, el desarrollo sostenible de sus operaciones acorde con la certificación ISO 14001, las labores de caridad y la estructura organizacional. Los centros de servicio así como de reparación y mantenimiento de sus productos; los formularios en línea y el reporte anual de responsabilidad social son algunos ejemplos de sus servicios de atención al cliente, mientras que la metodología de Deming forma parte de sus procedimientos operativos. La política de responsabilidad social es aplicable también para cualquier empresa que mantenga vínculos comerciales o productivos con Nintendo. Pese a sus esfuerzos para la protección medioambiental —al prohibir el uso de ftalato, y PVC en el cableado de sus consolas; y establecer un «comité ambiental» y una política correspondiente en 2011—, la empresa es una de las menos sostenibles en comparación con otras del sector electrónico, de acuerdo con un reporte difundido en 2010 por Greenpeace. En cuanto a labor humanitaria, como parte de un convenio con la Starlight Children's Foundation, en 1992 se crearon las unidades Starlight Fun Center destinadas a los pacientes de menor edad de los hospitales y que incluían distintas formas de entretenimiento multimedia. Hasta 1995 existían un millar de unidades de esta categoría.
Durante su gestión al frente de la compañía, en la etapa de transición a los videojuegos, Hiroshi Yamauchi recalcó al personal la importancia de que sus consolas «fueran fáciles de programar y capaces de hacer toda clase de cosas con las que haya soñado un diseñador». Para esto puso en ejecución ciertas estrategias destinadas a vincular la imagen corporativa de Nintendo con la calidad e innovación de sus productos, sin que esto conlleve necesariamente el desarrollo de tecnologías nuevas y sofisticadas; por ejemplo, se buscó reclutar a «artistas del videojuego» que «puedan desarrollar juegos de excelencia que todo el mundo quiera [jugar]» e «invertir todos los recursos para producir uno o dos juegos principales al año, en vez de varios éxitos [consecutivos] menores». Se considera que parte de la buena recepción de las primeras consolas de Nintendo se debió a los títulos desarrollados por terceros con los que la empresa nipona estableció acuerdos, entre los cuales se incluyen Capcom, Konami, Tecmo, Square, Koei y Enix. A partir de la Switch, esta estrategia se ha extendido a los desarrolladores independientes. En cuanto a los objetivos organizacionales de Nintendo, estos son «crecimiento continuo y a largo plazo, estabilidad operativa y rentabilidad maximizada».
Nintendo mantuvo por varios años una estricta política hacia los contenidos y las licencias de videojuegos de sus consolas. Por ejemplo, aunque permitía la violencia gráfica en sus contenidos, prohibía la inclusión de elementos de desnudez y/o sexualidad debido a que se pensaba que este tipo de material podía afectar su imagen corporativa. La filial Nintendo of America estipuló que, además de los anteriores contenidos, sus juegos no habrían de contar con alusiones racistas, sexistas, insultos, sangre, drogas o mensajes políticos ni religiosos, con la excepción de símbolos en desuso como los de la mitología griega. Sin embargo, el impacto que han tenido estos criterios en el rendimiento comercial de Nintendo también ha sido desfavorable; por ejemplo, se vendió una cantidad inferior de copias de la versión de Mortal Kombat (1992) de Super Nintendo que de la edición para Sega Genesis. La diferencia entre ambas versiones radicó esencialmente en la censura de la sangre y otros elementos de violencia gráfica por parte de la desarrolladora Acclaim, a petición de la empresa nipona. De igual forma, para garantizar que sus productos licenciados para la NES cumplieran con sus lineamientos tenía la opción de bloquear sus chips de autentificación. Ante esta situación, desde entonces Nintendo ha adoptado una mayor flexibilidad en el cumplimiento de su política, lo cual se hizo evidente por ejemplo con el lanzamiento de Mortal Kombat II (1993), para la misma consola que su predecesora, sin censura alguna y con una advertencia al jugador, impresa en su embalaje. Tras el establecimiento de la Interactive Digital Software Association y del sistema sistema de clasificación de contenido de videojuegos ESRB, Nintendo abandonó la mayoría de sus políticas de censura que venía requiriendo desde el estreno de la NES con tal de que el público lleve a cabo sus propias elecciones de contenidos. En años más recientes, las principales modificaciones en este aspecto son realizadas directamente por la desarrolladora, y rara vez a petición de Nintendo. Cabe agregar que existen juegos cuya distribución está prohibida en el mercado americano, los cuales se distinguen por su clasificación «Adults Only» —por sus siglas: AO; en español: «solo para adultos»— por parte de la ESRB.
Por lo general los procesos productivos comienzan con el análisis y discusión de ideas por parte de uno o más grupos reducidos de desarrolladores e ingenieros tanto de software como de hardware, cuyas conclusiones dan lugar a la definición tanto del diseño como del propósito del producto. Por ejemplo, en el caso del título 1-2-Switch, la intención era «crear un juego de socialización en el que los jugadores no tengan que mirar la pantalla, sino que se miren entre sí». A su vez, para la línea Nintendo Labo, la empresa recurrió a un producto «anticuado» en vez de tecnología sofisticada para cumplir con sus objetivos. Otro ejemplo similar es el rendimiento gráfico inferior de la Wii en contraste con la interfaz de la PlayStation 3 y de la Xbox 360, un aspecto que no impidió que la consola tuviera un éxito sin precedentes para la compañía. El trabajo en equipo es también un aspecto relevante de su filosofía; Pokémon Stadium fue el primer juego en el que colaboraron equipos desde múltiples ubicaciones. Cabe destacar que la protección de su propiedad intelectual es un aspecto importante para la compañía, que desaconseja la emulación de sus títulos sin previa autorización, así como la producción de cualquier contenido que haga uso de alguna variación de su propiedad intelectual. Para reducir estas prácticas, las filiales estadounidense y europea suelen incorporar el sello «Seal of Quality» junto con el enunciado «Official Nintendo Licensed Product» en cualquier producto de la empresa para distinguirlos de aquellos que no están oficialmente reconocidos por Nintendo.
En cuanto a las temáticas que ofrecen los productos de Nintendo, estas suelen provenir de varias fuentes de inspiración. Por ejemplo, en el caso de Miyamoto con Super Mario Bros., la trama y los diseños están basados en el folclore, la literatura y la cultura pop como Star Trek y Las aventuras de Alicia en el país de las maravillas así como de su «manera de experimentar el mundo» y de sus recuerdos. En el caso de The Legend of Zelda: «cuando era niño, durante una excursión me encontré con un lago. Para mí fue una sorpresa topármelo. Mientras viajaba por el país sin ningún mapa, intentando hacer mi camino, y encontrándome con cosas asombrosas a medida que continuaba [mi trayecto], me percaté de lo que se siente tener una aventura». En su opinión, las audiencias adultas disfrutan jugar títulos de Mario debido a que «estos les traen recuerdos de su infancia» y «es un detonante volverme nuevamente primitivo como una forma de pensar y recordar [...] Un adulto es un niño que tiene más ética y moral. Es todo. Cuando era un niño, lo que creaba no era un juego. Yo estaba en el juego. [Así que] el juego no es para niños, sino para mí. Para ese adulto que todavía tiene la esencia de un niño». Por lo general, sus consolas ofrecen la posibilidad de activar un control paterno que restringe el contenido del software de acuerdo con los lineamientos del sistema ESRB, y los resultados de seminarios que realiza continuamente la empresa en algunas prefecturas de Japón.

## Impacto
Se considera que las decisiones estratégicas de Yamaushi, entre las cuales se incluyen la incursión de Nintendo en los videojuegos, no solo garantizaron el éxito de la compañía sino la subsistencia de tal segmento industrial, puesto que «restauró la confianza pública en los videojuegos tras el sombrío desplome del mercado estadounidense a principios de los años 1980». En 1991 ya era la empresa más exitosa en Japón y, desde entonces, sus productos «han redefinido la manera en la que jugamos» al igual que su modelo de negocios que priorizó las estrategias de ventas de software en vez de las consolas, como habitualmente hacían los distribuidores mayoristas de videojuegos.
Su política de responsabilidad social así como la filosofía de trabajo centrada en la calidad e innovación de sus productos han llevado a Nintendo a ser catalogado como «un fabricante centrado en el consumidor», un par de rasgos característicos que le han permitido distinguirse de sus competidores históricos, Sony y Microsoft. Desde 2013 la publicación estadounidense Forbes ha incluido a Nintendo en sus listas de «Mejores empleadoras del mundo» al tomar en consideración su entorno laboral y la diversidad del personal; mientras que, en 2018, Time la clasificó como una de las «empresas genio del año» al considerar que «ha vuelto un hábito la resurrección» en alusión al éxito de Switch en contraste con el resultado obtenido por la Wii U. Su capital excedía los diez millardos JPY y sus ventas netas sobrepasaban los mil millardos JPY —o nueve millardos USD, mayormente del mercado americano que provee alrededor del 42 % de este importe— en 2020, lo cual la convierte en una de las empresas con mayor riqueza de Japón y una de las «más valiosas» del país. Hasta 2023 se habían vendido más de cinco mil millones de videojuegos y 836 millones de consolas de Nintendo en todo el mundo.

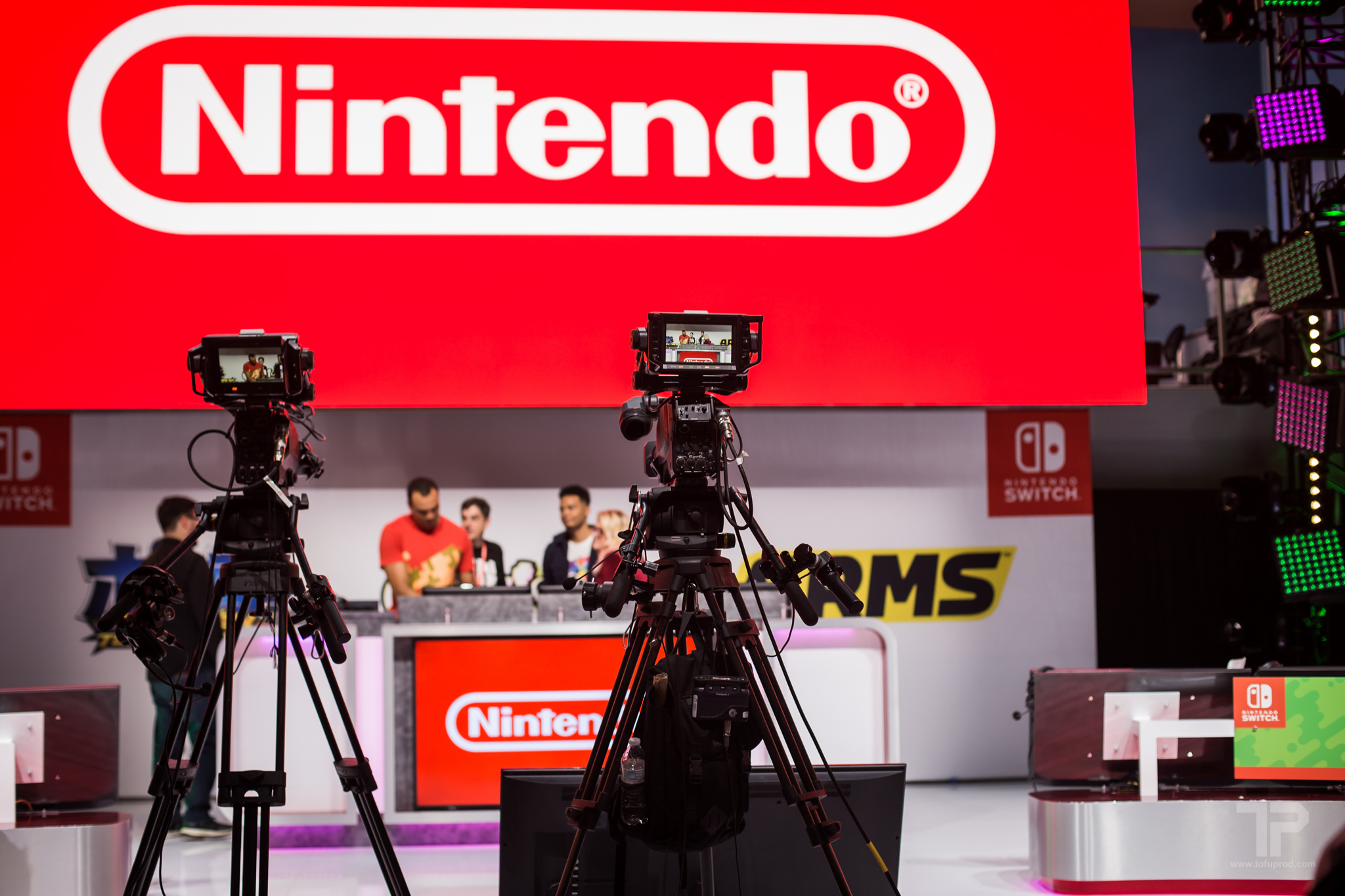
Presentación de Nintendo en el E3 de 2017.

Tanto sus personajes como algunos de sus videojuegos han tenido un impacto en la cultura popular contemporánea; por ejemplo, Mario pasó de ser la mascota corporativa a un «ícono cultural» así como uno de los personajes más famosos de los videojuegos. En opinión de John Taylor, de Arcadia Investment Corp.: «[Mario] es, de lejos, la propiedad de videojuegos más grande que existe. [... Es] donde empiezas a escalar el tamaño del mercado global para juegos». Otros personajes notables de la compañía son la Princesa Peach, Pikachu, Link, Donkey Kong, Kirby, Samus Aran y Ness. Por otro lado, la influencia de juegos como Donkey Kong (1981), Super Mario Bros. (1985), The Legend of Zelda (1986), Metroid (1986), Tetris (1989), Fire Emblem (1990) Star Fox (1993) y Pokémon Red y Blue (1996) dio lugar a la consolidación de sus respectivas franquicias. Por ejemplo: Super Mario Bros. «popularizó el concepto de videojuegos de plataformas creando un mundo lleno de secretos y enemigos memorables, al mismo tiempo que proporciona un control mejorado sobre la física del protagonista principal»; Tetris, cuyo «diseño engañosamente simple hizo que el título fuera enormemente accesible y diabólicamente convincente, e inspiró a una nueva generación de títulos abstratos de rompecabezas»; The Legend of Zelda: Ocarina of Time que «con su abundante mundo animado, hilos narrativos de múltiples capas, diversas interacciones y espíritu juguetón, es efectivamente una escuela de diseño de juegos y un taller de ideas sobre la agencia, deleite y descubrimiento del jugador»; y Metroid, «[un juego] oscuro y solemne, con una inminente sensación de aislamiento y una poderosa sensación alienígena». De manera similar, además de los ya mencionados, la crítica ha catalogado algunos otros como «los mejores de la historia», como es el caso de Super Mario World (1990), Super Mario Kart (1992), EarthBound (1994), Yoshi's Island (1995), GoldenEye 007 (1997), Animal Crossing (2001), Super Smash Bros. Melee (2001), Metroid Prime (2002), Super Mario Galaxy (2007) y The Legend of Zelda: Breath of the Wild (2017).
Adicionalmente, algunas de sus videoconsolas han marcado un hito en la industria como fue el caso de la SNES, cuyo éxito «cimentó a Nintendo como el líder de consolas domésticas» y alentó a otras empresas a incursionar en la industria de videojuegos, al ver cómo Nintendo «disfrutaba en el mercado sin preocuparse por la [ausencia de] competencia». De igual manera, el sistema de detección del movimiento de la Wii permitió la producción de juegos y accesorios que contribuyen al acondicionamiento físico y terapéutico del usuario. A su vez, la Game Boy y sus distintos productos complementarios —como la Game Boy Camera, la Game Boy Printer y el Game Link Cable— «combinan la mecánica de juego con aventuras del mundo real [...] agregando funcionalidad extra que permitiría a los juegos portátiles saltar a los dispositivos domésticos». De acuerdo con un reporte publicado por la compañía en 1995, casi la mitad de los usuarios de esta portátil eran mujeres a diferencia de los sistemas predecesores, cuyo mercado femenino era inferior al 30 % de la población.

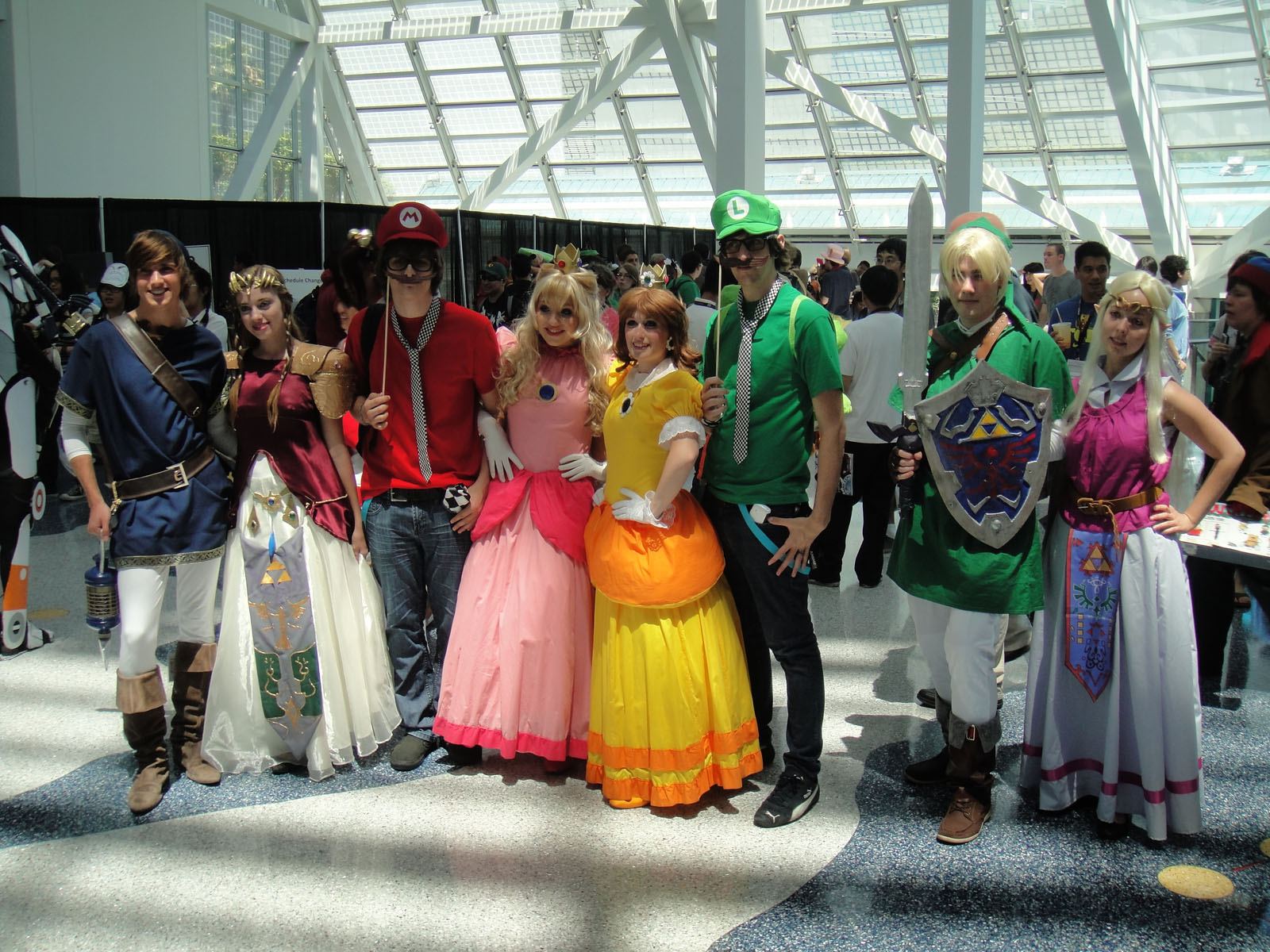
Cosplay de algunos personajes de Nintendo durante un evento realizado en 2011.

Además de los diversos reconocimientos obtenidos por sus productos —que incluyen un par de premios Emmy de Tecnología e Ingeniería para las consolas Wii y DS; otros dos más por Nintendo Labo en el rubro de «Innovación» de los Game Developers Choice Awards y de los BAFTA de videojuegos de 2019; o sus reconocimientos en los Game Critics Awards de 2017 por Super Mario Odyssey y Mario + Rabbids Kingdom Battle—, algunos de sus colaboradores se han hecho acreedores a varias distinciones por su trabajo. Por ejemplo, en 2010 la Academia Británica de las Artes Cinematográficas y de la Televisión reconoció a Miyamoto con un premio «Fellowship» a su trayectoria; de forma similar a Iwata y Aunuma, a quienes se les distinguió en 2015 y 2016 con un distintivo Golden Joystick; o Takeda, que en 2018 consiguió un premio DICE por la Academy of Interactive Arts & Sciences; mismo año en que Charles Martinet recibió la acreditación de récord Guiness por brindar su voz a Mario en más de un centenar de productos.

### En español
- Nintendo (2018). Super Mario Encyclopedia: The Official Guide to the First 30 Years (en inglés). Dark Horse Comics. ISBN 978-1-63008-945-0.
- Pérez Rodríguez, Uxio. (2016). La Historia de Nintendo más de 125 años de entretenimiento. Dolmen. ISBN 978-84-16436-75-0. OCLC 962504551.
- Gorges, Florent (2015). La historia de Nintendo Volumen I. Héroes de papel. ISBN 978-84-942881-3-5.
- Gorges, Florent (2015). La historia de Nintendo Volumen II. Héroes de papel. ISBN 978-8494288180.
- Gorges, Florent (2015). La historia de Nintendo Volumen III. Héroes de papel. ISBN 978-8417649104.

### En inglés
- Kent, Steven L. (2001). The Ultimate History of Video Games: The Story Behind the Craze that Touched our Lives and Changed the World. Roseville (California): Prima Publishing. ISBN 0-7615-3643-4. OCLC 47254175.
- Sheff, David (2011). Game Over: How Nintendo Conquered The World. Knopf Doubleday Publishing Group. ISBN 9780307800749.
- Wolf, Mark J. P. (2012). Encyclopedia of Video Games: A-L. Encyclopedia of Video Games: The Culture, Technology, and Art of Gaming, Mark J. P. Wolf 1. ABC-CLIO. ISBN 9780313379369.